# Elezioni dipartimentali in Francia del 2015

Le affiliazioni partitiche degli incombenti Presidenti del Consiglio Generale dei vari dipartimenti prima delle elezioni

Le elezioni dipartimentali in Francia del 2015 si sono tenute il 22 e 29 marzo il rinnovo dei consigli dipartimentali nei 100 dipartimenti.
Nel 2015 il termine elezioni dipartimentali sostituisce elezioni cantonali, e il termine consiglio dipartimentale sostituisce il consiglio generale.

## Sistema elettorale
Come le elezioni cantonali precedenti, le elezioni dipartimentali utilizzano un sistema a doppio turno simile a quello impiegato nelle elezioni legislative del Paese. Il cambiamento è che le elezioni passano da un voto uninominale a un voto binomiale congiunto.
- 2 consiglieri (un uomo e una donna) sono eletti da collegi uninominali (i nuovi Cantoni, ripassati dal 2014).
- Un binomio garantisce il voto di almeno il 25% degli elettori registrati del cantone e più del 50% del numero totale dei voti effettivamente espressi al primo turno di votazione viene con ciò eletto. Se nessun candidato soddisfa queste condizioni, allora un secondo turno di votazione si svolge una settimana dopo.
- Hanno diritto a presentarsi al secondo turno i due binomi che hanno ricevuto il maggior numero di voti al primo turno, oltre a qualsiasi altro candidato o candidati che hanno ricevuto i voti di almeno il 12,5% degli iscritti al voto nel cantone.
- Nel secondo turno, il binomio che riceve il maggior numero di voti viene eletto.

Né la città di Parigi, la Metropoli di Lione, né la Martinica e la Guyana francese prendono parte a queste elezioni a causa delle loro particolari situazioni.

## Sondaggi
| Data             | Fonte                                                               | LO and NPA | FG  | EELV | PS  | MoDem      | UDI | UMP | FN  | Altri |
| ---------------- | ------------------------------------------------------------------- | ---------- | --- | ---- | --- | ---------- | --- | --- | --- | ----- |
| 12 dicembre 2014 | Odoxa                                                               | 2%         | 9%  | 7%   | 17% | 5%         | 7%  | 25% | 28% | -     |
| 27 gennaio 2015  | Odoxa                                                               | 1%         | 10% | 7%   | 20% | 6%         | 7%  | 23% | 26% | -     |
| 30 gennaio 2015  | BVA Archiviato il 1º febbraio 2015 in Archive.is.                   | 2%         | 9%  | 7%   | 18% | 8%         | 5%  | 25% | 26% | -     |
| 13 febbraio 2015 | Ifop                                                                | 2%         | 7%  | 6%   | 21% | 6%         | 27% | 27% | 29% | 2%    |
| 20 febbraio 2015 | Ifop                                                                | 2%         | 6%  | 7%   | 20% | see others | 28% | 28% | 30% | 7%    |
| 27 febbraio 2015 | Odoxa                                                               | 2%         | 9%  | 4%   | 19% | see others | 27% | 27% | 33% | 6%    |
| 4 marzo 2015     | CSA Archiviato il 7 marzo 2015 in Internet Archive.                 | 0.5%       | 6%  | 2%   | 21% | 5%         | 5%  | 25% | 29% | 12%   |
| 5 marzo 2015     | Opinion Way                                                         | see others | 7%  | 2%   | 21% | see others | 29% | 29% | 28% | 13%   |
| 5 marzo 2015     | Harris Interactive Archiviato il 15 marzo 2015 in Internet Archive. | 1%         | 6%  | 4%   | 21% | 3%         | 28% | 28% | 30% | 7%    |
| 6 marzo 2015     | Odoxa                                                               | 1%         | 8%  | 4%   | 20% | see others | 29% | 29% | 31% | 7%    |
| 11 marzo 2015    | Harris Interactive                                                  | 0.5%       | 7%  | 3%   | 26% | 0.5%       | 32% | 32% | 29% | 2%    |
| 13 marzo 2015    | Ifop                                                                | see others | 6%  | 3%   | 19% | see others | 29% | 29% | 30% | 13%   |
| 17 marzo 2015    | Ipsos Archiviato il 3 aprile 2015 in Internet Archive.              | see others | 7%  | 2%   | 21% | 0,5%       | 30% | 30% | 29% | 14%   |
| 18 marzo 2015    | Harris Interactive                                                  | see others | 7%  | 2%   | 19% | 1%         | 28% | 28% | 29% | 14%   |
| 19 marzo 2015    | Opinion Way Archiviato il 23 marzo 2015 in Internet Archive.        | see others | 6%  | 3%   | 22% | 0.5%       | 29% | 29% | 29% | 10.5% |

## Risultati

Principale singolo partito o raggruppamento dopo il primo turno nella Francia metropolitana, suddivisi per dipartimento. Colour key:
Front National
Union pour un Mouvement Populaire
Union de la Droite
Divers droite
Parti Socialiste
Union de la Gauche
Divers gauche
No election

Front National
     Union pour un Mouvement Populaire
     Union de la Droite
     Divers droite
     Parti Socialiste
     Union de la Gauche
     Divers gauche
     No election
| Partito                                                                                     | Primo turno | Primo turno | Primo turno | Secondo turno | Secondo turno | Secondo turno | Seggi totali |
| Partito                                                                                     | Voti        | %           | Seggi       | Voti          | %             | Seggi         | Seggi totali |
| ------------------------------------------------------------------------------------------- | ----------- | ----------- | ----------- | ------------- | ------------- | ------------- | ------------ |
| Fronte di Sinistra (Front de Gauche)                                                        | 962 394     | 4,72        | 1           | 266 896       | 1,44          | 7             | 8            |
| Partito Socialista (Parti socialiste)                                                       | 2 708 427   | 13,30       | 29          | 2 967 414     | 16,06         | 925           | 954          |
| Unione della sinistra (Union de la Gauche) [Parti socialiste e suoi alleati]                | 1 667 533   | 8,19        | -           | 1 679 903     | 9,09          | -             | -            |
| Europe Écologie – Les Verts                                                                 | 412 729     | 2,03        | -           | 29 888        | 0,16          | 35            | 35           |
| Partito Comunista (Parti communiste français)                                               | 269 285     | 1,32        | 5           | 100 413       | 0,54          | 116           | 121          |
| Altri (Divers gauche)                                                                       | 1 383 318   | 6,79        | 27          | 828 524       | 4,48          | 376           | 403          |
| Partito Radicale di Sinistra (Parti radical de gauche)                                      | 62 372      | 0,31        | 4           | 64 110        | 0,35          | 59            | 63           |
| Partito di Sinistra (Parti de gauche)                                                       | 12 027      | 0,06        | -           | 2 498         | 0,01          | 2             | 2            |
| Unione per un Movimento Popolare (Union pour un Mouvement Populaire)                        | 1 339 412   | 6,57        | 74          | 1 596 790     | 8,64          | 1006          | 1080         |
| Altri (Divers droite)                                                                       | 1 386 466   | 6,81        | 115         | 1 278 606     | 6,92          | 784           | 899          |
| Unione dei Democratici e Indipendenti (Union des Démocrates Indépendants)                   | 263 209     | 1,29        | 30          | 247 714       | 1,34          | 334           | 364          |
| Unione della Destra (Union de la Droite) [Union pour un Mouvement Populaire e suoi alleati] | 4 254 050   | 20,88       | -           | 5 102 327     | 27,61         | -             | -            |
| Fronte Nazionale (Front national)                                                           | 5 141 897   | 25,24       | 8           | 4 107 943     | 22,23         | 54            | 62           |
| Altri (Divers)                                                                              | 271 065     | 1,33        | 4           | 98 781        | 0,53          | 45            | 49           |
| Movimento Democratico (Mouvement démocrate)                                                 | 72 410      | 0,36        | 1           | 48 038        | 0,26          | 47            | 48           |
| Unione di Centro (Union du Centre)                                                          | 58 985      | 0,29        | -           | 39 078        | 0,21          | -             | -            |
| Alzati Francia (Debout la France)                                                           | 81 981      | 0,40        | -           | 9 797         | 0,05          | 1             | 1            |
| Estrema destra (Extrême droite)                                                             | 13 382      | 0,07        | -           | 12 851        | 0,07          | 4             | 4            |
| Estrema Sinistra (Extrême gauche)                                                           | 14 723      | 0,07        | -           | -             | -             | -             | -            |
|                                                                                             |             |             |             |               |               |               |              |
| Totale                                                                                      | 20 372 060  | 95,11       | 308         | 18 482 333    | 91,67         | 4 108         | 4 416        |
| Affluenza                                                                                   | 21 419 393  | 50,17       |             | 20 159 930    | 49,98         |               |              |

## Risultati per dipartimento
Ain
| Partito                                                                       | Sigla \| Eletti | Sigla \| Eletti |
| ----------------------------------------------------------------------------- | --------------- | --------------- |
| Maggioranza (42 seggi)                                                        |                 |                 |
| Unione della destra e del centro (Union de la droite et du centre) (42 seggi) |                 |                 |
| Unione per un Movimento Popolare (Union pour un Mouvement Populaire)          | UMP             | 25              |
| Altri di Destra (Divers droite)                                               | DVD             | 11              |
| Unione dei Democratici e Indipendenti (Union des Démocrates Indépendants)     | UDI             | 6               |
| Opposizione (4 seggi)                                                         |                 |                 |
| Gruppo l'Ain a sinistra (Groupe l'Ain à gauche) (4 sièges)                    |                 |                 |
| Altri di Sinistra (Divers gauche)                                             | DVG             | 2               |
| Partito socialista (Parti socialiste)                                         | PS              | 2               |
| Presidente del Consiglio dipartimentale                                       |                 |                 |
| Damien Abad (UMP)                                                             |                 |                 |

Aisne
| Partito                                                                       | Sigla \| Eletti | Sigla \| Eletti |
| ----------------------------------------------------------------------------- | --------------- | --------------- |
| Maggioranza (18 seggi)                                                        |                 |                 |
| Unione della destra e del centro (Union de la droite et du centre) (18 seggi) |                 |                 |
| Unione per un Movimento Popolare (Union pour un Mouvement Populaire)          | UMP             | 12              |
| Altri di Destra (Divers droite)                                               | DVD             | 3               |
| Unione dei Democratici e Indipendenti (Union des Démocrates Indépendants)     | UDI             | 3               |
| Opposizione (24 seggi)                                                        |                 |                 |
| Unione della Sinistra (Union de la Gauche) (16 seggi)                         |                 |                 |
| Partito socialista (Parti socialiste)                                         | PS              | 7               |
| Partito Comunista (Parti communiste français)                                 | PCF             | 5               |
| Altri di Sinistra (Divers gauche)                                             | DVG             | 2               |
| Partito Radicale di Sinistra (Parti radical de gauche)                        | PRG             | 1               |
| Europa Ecologia I Verdi (Europe Écologie – Les Verts)                         | EELV            | 1               |
| Coalizione Blu Marina (Rassemblement bleu Marine) (8 seggi)                   |                 |                 |
| Fronte Nazionale (Front National)                                             | FN              | 8               |
| Presidente del Consiglio dipartimentale                                       |                 |                 |
| Nicolas Fricoteaux (UDI)                                                      |                 |                 |

Allier
| Partito                                                                       | Sigla \| Eletti | Sigla \| Eletti |
| ----------------------------------------------------------------------------- | --------------- | --------------- |
| Maggioranza (20 seggi)                                                        |                 |                 |
| Unione della destra e del centro (Union de la droite et du centre) (20 seggi) |                 |                 |
| Altri di Destra (Divers droite)                                               | DVD             | 12              |
| Unione per un Movimento Popolare (Union pour un Mouvement Populaire)          | UMP             | 5               |
| Unione dei Democratici e Indipendenti (Union des Démocrates Indépendants)     | UDI             | 3               |
| Opposizione (18 seggi)                                                        |                 |                 |
| Unione della Sinistra (Union de la Gauche) (18 seggi)                         |                 |                 |
| Partito socialista (Parti socialiste)                                         | PS              | 8               |
| Partito Comunista (Parti communiste français)                                 | PCF             | 5               |
| Partito Radicale di Sinistra (Parti radical de gauche)                        | PRG             | 2               |
| Fronte di Sinistra (Front de Gauche)                                          | FG              | 2               |
| Altri di Sinistra (Divers gauche)                                             | DVG             | 1               |
| Presidente del Consiglio dipartimentale                                       |                 |                 |
| Gérard Dériot (UMP)                                                           |                 |                 |

Alpes-de-Haute-Provence
| Partito                                                                       | Sigla \| Eletti | Sigla \| Eletti |
| ----------------------------------------------------------------------------- | --------------- | --------------- |
| Maggioranza (20 seggi)                                                        |                 |                 |
| Unione della Sinistra (Union de la Gauche) (20 seggi)                         |                 |                 |
| Partito socialista (Parti socialiste)                                         | PS              | 17              |
| Altri di Sinistra (Divers gauche)                                             | DVG             | 2               |
| Europa Ecologia I Verdi (Europe Écologie – Les Verts)                         | EELV            | 1               |
| Opposizione (10 seggi)                                                        |                 |                 |
| Unione della destra e del centro (Union de la droite et du centre) (10 seggi) |                 |                 |
| Unione per un Movimento Popolare (Union pour un Mouvement Populaire)          | UMP             | 4               |
| Altri di Destra (Divers droite)                                               | DVD             | 4               |
| Unione dei Democratici e Indipendenti (Union des Démocrates Indépendants)     | UDI             | 2               |
| Presidente del Consiglio dipartimentale                                       |                 |                 |
| Gilbert Sauvan (PS)                                                           |                 |                 |

Hautes-Alpes
| Partito                                                                       | Sigla \| Eletti | Sigla \| Eletti |
| ----------------------------------------------------------------------------- | --------------- | --------------- |
| Maggioranza (22 seggi)                                                        |                 |                 |
| Unione della destra e del centro (Union de la droite et du centre) (22 seggi) |                 |                 |
| Altri di Destra (Divers droite)                                               | DVD             | 12              |
| Unione per un Movimento Popolare (Union pour un Mouvement Populaire)          | UMP             | 9               |
| Unione dei Democratici e Indipendenti (Union des Démocrates Indépendants)     | UDI             | 1               |
| Opposizione (8 seggi)                                                         |                 |                 |
| Unione della Sinistra (Union de la Gauche) (6 seggi)                          |                 |                 |
| Partito socialista (Parti socialiste)                                         | PS              | 3               |
| Altri di Sinistra (Divers gauche)                                             | DVG             | 2               |
| Partito Radicale di Sinistra (Parti Radical de Gauche)                        | PRG             | 1               |
| Indipendenti (Sans étiquette) (2 seggi)                                       |                 |                 |
| Indipendenti (Sans étiquette)                                                 | SE              | 2               |
| Presidente del Consiglio dipartimentale                                       |                 |                 |
| Jean-Marie Bernard (UMP)                                                      |                 |                 |

Alpi Marittime
| Partito                                                                       | Sigla \| Eletti | Sigla \| Eletti |
| ----------------------------------------------------------------------------- | --------------- | --------------- |
| Maggioranza (50 seggi)                                                        |                 |                 |
| Unione della destra e del centro (Union de la droite et du centre) (50 seggi) |                 |                 |
| Unione per un Movimento Popolare (Union pour un Mouvement Populaire)          | UMP             | 40              |
| Unione dei Democratici e Indipendenti (Union des Démocrates Indépendants)     | UDI             | 10              |
| Opposizione (4 seggi)                                                         |                 |                 |
| Unione della Sinistra (Union de la Gauche) (4 seggi)                          |                 |                 |
| Partito Comunista (Parti communiste français)                                 | PCF             | 2               |
| Partito socialista (Parti socialiste)                                         | PS              | 1               |
| Altri Ecologisti                                                              | DVE             | 1               |
| Presidente del Consiglio dipartimentale                                       |                 |                 |
| Éric Ciotti (UMP)                                                             |                 |                 |

Ardèche
| Partito                                                                       | Sigla \| Eletti | Sigla \| Eletti |
| ----------------------------------------------------------------------------- | --------------- | --------------- |
| Maggioranza (24 seggi)                                                        |                 |                 |
| Unione della Sinistra (Union de la Gauche) (24 seggi)                         |                 |                 |
| Partito socialista (Parti socialiste)                                         | PS              | 15              |
| Altri di Sinistra (Divers gauche)                                             | DVG             | 7               |
| Partito Comunista (Parti communiste français)                                 | PCF             | 1               |
| Partito Radicale di Sinistra (Parti radical de gauche)                        | PRG             | 1               |
| Opposizione (10 seggi)                                                        |                 |                 |
| Unione della destra e del centro (Union de la droite et du centre) (10 seggi) |                 |                 |
| Unione per un Movimento Popolare (Union pour un Mouvement Populaire)          | UMP             | 8               |
| Unione dei Democratici e Indipendenti (Union des Démocrates Indépendants)     | UDI             | 2               |
| Presidente del Consiglio dipartimentale                                       |                 |                 |
| Hervé Saulignac (PS)                                                          |                 |                 |

Ardenne
| Partito                                                                       | Sigla \| Eletti | Sigla \| Eletti |
| ----------------------------------------------------------------------------- | --------------- | --------------- |
| Maggioranza (31 seggi)                                                        |                 |                 |
| Unione della destra e del centro (Union de la droite et du centre) (31 seggi) |                 |                 |
| Altri di Destra (Divers Droite)                                               | DVD             | 21              |
| Unione per un Movimento Popolare (Union pour un Mouvement Populaire)          | UMP             | 6               |
| Unione dei Democratici e Indipendenti (Union des Démocrates Indépendants)     | UDI             | 3               |
| Alzati Francia (Debout la France)                                             | DLF             | 1               |
| Opposizione (7 seggi)                                                         |                 |                 |
| Unione della Sinistra (Union de la Gauche) (7 seggi)                          |                 |                 |
| Partito socialista (Parti socialiste)                                         | PS              | 4               |
| Altri di Sinistra                                                             | DVG             | 3               |
| Presidente del Consiglio dipartimentale                                       |                 |                 |
| Benoît Huré (UMP)                                                             |                 |                 |

Ariège
| Partito                                                                      | Sigla \| Eletti | Sigla \| Eletti |
| ---------------------------------------------------------------------------- | --------------- | --------------- |
| Maggioranza (22 seggi)                                                       |                 |                 |
| Unione della Sinistra (Union de la Gauche) (22 seggi)                        |                 |                 |
| Partito socialista (Parti socialiste)                                        | PS              | 16              |
| Altri di Sinistra (Divers gauche)                                            | DVG             | 3               |
| Partito Radicale di Sinistra (Parti radical de gauche)                       | PRG             | 3               |
| Opposizione (4 seggi)                                                        |                 |                 |
| Unione della destra e del centro (Union de la droite et du centre) (4 seggi) |                 |                 |
| Altri di Destra (Divers droite)                                              | DVD             | 4               |
| Presidente del Consiglio dipartimentale                                      |                 |                 |
| Henri Nayrou (PS)                                                            |                 |                 |

Aube
| Partito                                                                       | Sigla \| Eletti | Sigla \| Eletti |
| ----------------------------------------------------------------------------- | --------------- | --------------- |
| Maggioranza (32 seggi)                                                        |                 |                 |
| Unione della destra e del centro (Union de la droite et du centre) (32 seggi) |                 |                 |
| Unione per un Movimento Popolare (Union pour un Mouvement Populaire)          | UMP             | 20              |
| Altri di Destra (Divers droite)                                               | DVD             | 12              |
| Opposizione (2 seggi)                                                         |                 |                 |
| Unione della Sinistra (Union de la Gauche) (2 seggi)                          |                 |                 |
| Altri di Sinistra                                                             | DVG             | 2               |
| Presidente del Consiglio dipartimentale                                       |                 |                 |
| Philippe Adnot (DVD)                                                          |                 |                 |

Aude
| Partito                                                                      | Sigla \| Eletti | Sigla \| Eletti |
| ---------------------------------------------------------------------------- | --------------- | --------------- |
| Maggioranza (36 seggi)                                                       |                 |                 |
| Unione della Sinistra (Union de la Gauche) (36 seggi)                        |                 |                 |
| Partito socialista (Parti socialiste)                                        | PS              | 33              |
| Altri di Sinistra (Divers gauche)                                            | DVG             | 2               |
| Partito Radicale di Sinistra (Parti radical de gauche)                       | PRG             | 1               |
| Opposizione (2 seggi)                                                        |                 |                 |
| Unione della destra e del centro (Union de la droite et du centre) (2 seggi) |                 |                 |
| Altri di Destra (Divers droite)                                              | DVD             | 2               |
| Presidente del Consiglio dipartimentale                                      |                 |                 |
| André Viola (PS)                                                             |                 |                 |

Aveyron
| Partito                                                                       | Sigla \| Eletti | Sigla \| Eletti |
| ----------------------------------------------------------------------------- | --------------- | --------------- |
| Maggioranza (30 seggi)                                                        |                 |                 |
| Unione della destra e del centro (Union de la droite et du centre) (30 seggi) |                 |                 |
| Altri di Destra (Divers droite)                                               | DVD             | 14              |
| Unione per un Movimento Popolare (Union pour un Mouvement Populaire)          | UMP             | 9               |
| Unione dei Democratici e Indipendenti (Union des Démocrates Indépendants)     | UDI             | 6               |
| Indipendenti (Sans étiquette)                                                 | SE              | 1               |
| Opposizione (16 seggi)                                                        |                 |                 |
| Unione della Sinistra (Union de la Gauche) (16 seggi)                         |                 |                 |
| Partito socialista (Parti socialiste)                                         | PS              | 7               |
| Altri di Sinistra                                                             | DVG             | 5               |
| Partito Radicale di Sinistra (Parti radical de gauche)                        | PRG             | 3               |
| Indipendenti (Sans étiquette)                                                 | SE              | 1               |
| Presidente del Consiglio dipartimentale                                       |                 |                 |
| Jean-Claude Luche (UDI)                                                       |                 |                 |

Bocche del Rodano
| Partito                                                                       | Sigla \| Eletti | Sigla \| Eletti |
| ----------------------------------------------------------------------------- | --------------- | --------------- |
| Maggioranza (32 seggi)                                                        |                 |                 |
| Unione della destra e del centro (Union de la droite et du centre) (32 seggi) |                 |                 |
| Unione per un Movimento Popolare (Union pour un Mouvement Populaire)          | UMP             | 27              |
| Unione dei Democratici e Indipendenti (Union des Démocrates Indépendants)     | UDI             | 5               |
| Opposizione (26 seggi)                                                        |                 |                 |
| Unione della Sinistra (Union de la Gauche) (24 seggi)                         |                 |                 |
| Partito socialista (Parti socialiste)                                         | PS              | 15              |
| Fronte di Sinistra (Front de Gauche)                                          | DVG             | 5               |
| La Forza del 13 (La Force du 13)                                              | Force 13        | 2               |
| Europa Ecologia I Verdi (Europe Écologie – Les Verts)                         | EELV            | 2               |
| Coalizione Blu Marina (Rassemblement bleu Marine) (2 seggi)                   |                 |                 |
| Fronte Nazionale (Front National)                                             | FN              | 2               |
| Presidente del Consiglio dipartimentale                                       |                 |                 |
| Martine Vassal (UMP)                                                          |                 |                 |

Calvados
| Partito                                                                       | Sigla \| Eletti | Sigla \| Eletti |
| ----------------------------------------------------------------------------- | --------------- | --------------- |
| Maggioranza (36 seggi)                                                        |                 |                 |
| Unione della destra e del centro (Union de la droite et du centre) (36 seggi) |                 |                 |
| Altri di Destra (Divers droite)                                               | DVD             | 20              |
| Unione per un Movimento Popolare (Union pour un Mouvement Populaire)          | UMP             | 8               |
| Unione dei Democratici e Indipendenti (Union des Démocrates Indépendants)     | UDI             | 6               |
| Movimento Democratico (Mouvement démocrate)                                   | MoDem           | 2               |
| Opposizione (14 seggi)                                                        |                 |                 |
| Unione della Sinistra (Union de la Gauche) (14 seggi)                         |                 |                 |
| Partito socialista (Parti socialiste)                                         | PS              | 9               |
| Altri di Sinistra (Divers gauche)                                             | DVG             | 3               |
| Partito Radicale di Sinistra (Parti radical de gauche)                        | PRG             | 2               |
| Presidente del Consiglio dipartimentale                                       |                 |                 |
| Jean-Léonce Dupont (UDI)                                                      |                 |                 |

Cantal
| Partito                                                                       | Sigla \| Eletti | Sigla \| Eletti |
| ----------------------------------------------------------------------------- | --------------- | --------------- |
| Maggioranza (18 seggi)                                                        |                 |                 |
| Unione della destra e del centro (Union de la droite et du centre) (18 seggi) |                 |                 |
| Altri di Destra (Divers droite)                                               | DVD             | 9               |
| Unione per un Movimento Popolare (Union pour un Mouvement Populaire)          | UMP             | 9               |
| Opposizione (12 seggi)                                                        |                 |                 |
| Unione della Sinistra (Union de la Gauche) (10 seggi)                         |                 |                 |
| Altri di Sinistra (Divers gauche)                                             | DVG             | 5               |
| Partito socialista (Parti socialiste)                                         | PS              | 3               |
| Partito Radicale di Sinistra (Parti radical de gauche)                        | PRG             | 2               |
| Indipendenti (Sans étiquette) (2 seggi)                                       |                 |                 |
| Indipendenti (Sans étiquette)                                                 | SE              | 2               |
| Presidente del Consiglio dipartimentale                                       |                 |                 |
| Vincent Descoeur (UMP)                                                        |                 |                 |

Charente
| Partito                                                                       | Sigla \| Eletti | Sigla \| Eletti |
| ----------------------------------------------------------------------------- | --------------- | --------------- |
| Maggioranza (20 seggi)                                                        |                 |                 |
| Unione della destra e del centro (Union de la droite et du centre) (20 seggi) |                 |                 |
| Altri di Destra (Divers droite)                                               | DVD             | 15              |
| Unione dei Democratici e Indipendenti (Union des Démocrates Indépendants)     | UDI             | 3               |
| Unione per un Movimento Popolare (Union pour un Mouvement Populaire)          | UMP             | 1               |
| Altri di Sinistra (Divers gauche)                                             | DVG             | 1               |
| Opposizione (18 seggi)                                                        |                 |                 |
| Maggioranza dipartimentale (Majorité départementale) (17 seggi)               |                 |                 |
| Partito socialista (Parti socialiste)                                         | PS              | 11              |
| Altri di Sinistra (Divers gauche)                                             | DVG             | 5               |
| Europa Ecologia I Verdi (Europe Écologie – Les Verts)                         | EELV            | 1               |
| Fronte di Sinistra (Front de Gauche) (1 seggio)                               |                 |                 |
| Fronte di Sinistra (Front de Gauche)                                          | FG              | 1               |
| Presidente del Consiglio dipartimentale                                       |                 |                 |
| François Bonneau (DVD)                                                        |                 |                 |

Charente Marittima
| Partito                                                                       | Sigla \| Eletti | Sigla \| Eletti |
| ----------------------------------------------------------------------------- | --------------- | --------------- |
| Maggioranza (34 seggi)                                                        |                 |                 |
| Unione della destra e del centro (Union de la droite et du centre) (34 seggi) |                 |                 |
| Unione per un Movimento Popolare (Union pour un Mouvement Populaire)          | UMP             | 19              |
| Altri di Destra (Divers droite)                                               | DVD             | 13              |
| Unione dei Democratici e Indipendenti (Union des Démocrates Indépendants)     | UDI             | 2               |
| Opposizione (20 seggi)                                                        |                 |                 |
| Unione della Sinistra (Union de la gauche) (20 seggi)                         |                 |                 |
| Partito socialista (Parti socialiste)                                         | PS              | 7               |
| Partito Radicale di Sinistra (Parti radical de gauche)                        | PRG             | 7               |
| Altri di Sinistra (Divers gauche)                                             | DVG             | 6               |
| Presidente del Consiglio dipartimentale                                       |                 |                 |
| Dominique Bussereau (UMP)                                                     |                 |                 |

Cher
| Partito                                                                       | Sigla \| Eletti | Sigla \| Eletti |
| ----------------------------------------------------------------------------- | --------------- | --------------- |
| Maggioranza (24 seggi)                                                        |                 |                 |
| Unione della destra e del centro (Union de la droite et du centre) (24 seggi) |                 |                 |
| Altri di Destra (Divers droite)                                               | DVD             | 16              |
| Unione per un Movimento Popolare (Union pour un Mouvement Populaire)          | UMP             | 6               |
| Unione dei Democratici e Indipendenti (Union des Démocrates Indépendants)     | UDI             | 2               |
| Opposizione (14 seggi)                                                        |                 |                 |
| Partito Socialista (Parti socialiste) (10 seggi)                              |                 |                 |
| Partito socialista (Parti socialiste)                                         | PS              | 10              |
| Fronte di Sinistra (Front de Gauche) (4 seggi)                                |                 |                 |
| Fronte di Sinistra (Front de Gauche)                                          | FG              | 4               |
| Presidente del Consiglio dipartimentale                                       |                 |                 |
| Michel Autissier (UMP)                                                        |                 |                 |

Corrèze
| Partito                                                                       | Sigla \| Eletti | Sigla \| Eletti |
| ----------------------------------------------------------------------------- | --------------- | --------------- |
| Maggioranza (26 seggi)                                                        |                 |                 |
| Unione della destra e del centro (Union de la droite et du centre) (26 seggi) |                 |                 |
| Unione per un Movimento Popolare (Union pour un Mouvement Populaire)          | UMP             | 20              |
| Altri di Destra (Divers droite)                                               | DVD             | 5               |
| Unione dei Democratici e Indipendenti (Union des Démocrates Indépendants)     | UDI             | 1               |
| Opposizione (12 seggi)                                                        |                 |                 |
| Maggioranza dipartimentale (Majorité départementale) (12 seggi)               |                 |                 |
| Partito socialista (Parti socialiste)                                         | PS              | 12              |
| Presidente del Consiglio dipartimentale                                       |                 |                 |
| Pascal Coste (UMP)                                                            |                 |                 |

Corsica del Sud
| Partito                                                              | Sigla \| Eletti | Sigla \| Eletti |
| -------------------------------------------------------------------- | --------------- | --------------- |
| Maggioranza (22 seggi)                                               |                 |                 |
| Destra (Droite) (22 seggi)                                           |                 |                 |
| Unione per un Movimento Popolare (Union pour un Mouvement Populaire) | UMP             | 13              |
| Altri di Destra (Divers droite)                                      | DVD             | 5               |
| Altri di Sinistra (Divers gauche)                                    | DVG             | 4               |
| Presidente del Consiglio dipartimentale                              |                 |                 |
| Pierre-Jean Luciani (UMP)                                            |                 |                 |

Alta Corsica
| Partito                                                                       | Sigla \| Eletti | Sigla \| Eletti |
| ----------------------------------------------------------------------------- | --------------- | --------------- |
| Maggioranza (16 seggi)                                                        |                 |                 |
| Partito Radicale di Sinistra (Parti radical de gauche) (16 seggi)             |                 |                 |
| Altri di Sinistra (Divers gauche)                                             | DVG             | 9               |
| Partito Radicale di Sinistra (Parti radical de gauche)                        | PRG             | 7               |
| Opposizione (14 seggi)                                                        |                 |                 |
| Unione della destra e del centro (Union de la droite et du centre) (14 seggi) |                 |                 |
| Altri di Destra (Divers droite)                                               | DVD             | 8               |
| Unione per un Movimento Popolare (Union pour un Mouvement Populaire)          | UMP             | 3               |
| Facciamo la Corsica (Femu a Corsica)                                          | FC              | 3               |
| Presidente del Consiglio dipartimentale                                       |                 |                 |
| François Orlandi (PRG)                                                        |                 |                 |

Côte-d'Or
| Partito                                                                       | Sigla \| Eletti | Sigla \| Eletti |
| ----------------------------------------------------------------------------- | --------------- | --------------- |
| Maggioranza (28 seggi)                                                        |                 |                 |
| Unione della destra e del centro (Union de la droite et du centre) (28 seggi) |                 |                 |
| Unione per un Movimento Popolare (Union pour un Mouvement Populaire)          | UMP             | 17              |
| Altri di Destra (Divers droite)                                               | DVD             | 7               |
| Unione dei Democratici e Indipendenti (Union des Démocrates Indépendants)     | UDI             | 4               |
| Opposizione (18 seggi)                                                        |                 |                 |
| Unione della Sinistra (Union de la Gauche) (18 seggi)                         |                 |                 |
| Partito socialista (Parti socialiste)                                         | PS              | 15              |
| Altri di Sinistra                                                             | DVG             | 1               |
| Europa Ecologia I Verdi (Europe Écologie – Les Verts)                         | EELV            | 1               |
| Movimento dei Progressisti (Mouvement des progressistes)                      | MDP             | 1               |
| Presidente del Consiglio dipartimentale                                       |                 |                 |
| François Sauvadet (UDI)                                                       |                 |                 |

Côtes-d'Armor
| Partito                                                                   | Sigla \| Eletti | Sigla \| Eletti |
| ------------------------------------------------------------------------- | --------------- | --------------- |
| Maggioranza (34 seggi)                                                    |                 |                 |
| Destra parlamentare (Droite parlementaire) (34 seggi)                     |                 |                 |
| Altri di Destra (Divers droite)                                           | DVD             | 18              |
| Unione per un Movimento Popolare (Union pour un Mouvement Populaire)      | UMP             | 9               |
| Unione dei Democratici e Indipendenti (Union des Démocrates Indépendants) | UDI             | 6               |
| Movimento Democratico (Mouvement démocrate)                               | MoDem           | 1               |
| Opposizione (20 seggi)                                                    |                 |                 |
| Sinistra parlamentare (Gauche parlementaire) (20 seggi)                   |                 |                 |
| Partito socialista (Parti socialiste)                                     | PS              | 12              |
| Partito Comunista (Parti communiste français)                             | PCF             | 5               |
| Altri di Sinistra (Divers Gauche)                                         | DVG             | 3               |
| Presidente del Consiglio dipartimentale                                   |                 |                 |
| Alain Cadec (UMP)                                                         |                 |                 |

Creuse
| Partito                                                                       | Sigla \| Eletti | Sigla \| Eletti |
| ----------------------------------------------------------------------------- | --------------- | --------------- |
| Maggioranza (18 seggi)                                                        |                 |                 |
| Unione della Destra e del Centro (Union de la Droite et du Centre) (18 seggi) |                 |                 |
| Unione per un Movimento Popolare (Union pour un Mouvement Populaire)          | UMP             | 14              |
| Altri di Destra (Divers droite)                                               | DVD             | 4               |
| Opposizione (12 seggi)                                                        |                 |                 |
| Maggioranza dipartimentale (Maggioranza dipartimentale) (12 seggi)            |                 |                 |
| Partito socialista (Parti socialiste)                                         | PS              | 11              |
| Europa Ecologia I Verdi (Europe Écologie – Les Verts)                         | EELV            | 1               |
| Presidente del Consiglio dipartimentale                                       |                 |                 |
| Valérie Simonet (UMP)                                                         |                 |                 |

Dordogna
| Partito                                                                       | Sigla \| Eletti | Sigla \| Eletti |
| ----------------------------------------------------------------------------- | --------------- | --------------- |
| Maggioranza (38 seggi)                                                        |                 |                 |
| Maggioranza dipartimentale (Majorité départementale) (34 seggi)               |                 |                 |
| Partito socialista (Parti socialiste)                                         | PS              | 34              |
| Fronte di Sinistra (Front de Gauche) (4 seggi)                                |                 |                 |
| Partito Comunista (Parti communiste français)                                 | PCF             | 4               |
| Opposizione (12 seggi)                                                        |                 |                 |
| Unione della destra e del centro (Union de la droite et du centre) (12 seggi) |                 |                 |
| Altri di Destra (Divers droite)                                               | DVD             | 5               |
| Unione per un Movimento Popolare (Union pour un Mouvement Populaire)          | UMP             | 5               |
| Unione dei Democratici e Indipendenti (Union des Démocrates Indépendants)     | UDI             | 2               |
| Presidente del Consiglio dipartimentale                                       |                 |                 |
| Germinal Peiro (PS)                                                           |                 |                 |

Doubs
| Partito                                                                       | Sigla \| Eletti | Sigla \| Eletti |
| ----------------------------------------------------------------------------- | --------------- | --------------- |
| Maggioranza (18 seggi)                                                        |                 |                 |
| Unione della Destra e del Centro (Union de la Droite et du Centre) (24 seggi) |                 |                 |
| Unione per un Movimento Popolare (Union pour un Mouvement Populaire)          | UMP             | 12              |
| Altri di Destra (Divers droite)                                               | DVD             | 9               |
| Unione dei Democratici e Indipendenti (Union des Démocrates Indépendants)     | UDI             | 2               |
| Movimento Democratico (Mouvement démocrate)                                   | MoDem           | 1               |
| Opposizione (14 seggi)                                                        |                 |                 |
| Maggioranza dipartimentale (Maggioranza dipartimentale) (14 seggi)            |                 |                 |
| Partito socialista (Parti socialiste)                                         | PS              | 8               |
| Altri di Sinistra (Divers gauche)                                             | DVG             | 6               |
| Presidente del Consiglio dipartimentale                                       |                 |                 |
| Christine Bouquin (DVD)                                                       |                 |                 |

Drôme
| Partito                                                                       | Sigla \| Eletti | Sigla \| Eletti |
| ----------------------------------------------------------------------------- | --------------- | --------------- |
| Maggioranza (22 seggi)                                                        |                 |                 |
| Unione della Destra e del Centro (Union de la Droite et du Centre) (22 seggi) |                 |                 |
| Unione per un Movimento Popolare (Union pour un Mouvement Populaire)          | UMP             | 11              |
| Unione dei Democratici e Indipendenti (Union des Démocrates Indépendants)     | UDI             | 7               |
| Altri di Destra (Divers droite)                                               | DVD             | 4               |
| Opposizione (16 seggi)                                                        |                 |                 |
| Maggioranza dipartimentale (Maggioranza dipartimentale) (16 seggi)            |                 |                 |
| Partito socialista (Parti socialiste)                                         | PS              | 9               |
| Altri di Sinistra (Divers gauche)                                             | DVG             | 6               |
| Partito Radicale di Sinistra (Parti radical de gauche)                        | PRG             | 1               |
| Presidente del Consiglio dipartimentale                                       |                 |                 |
| Patrick Labaune (UMP)                                                         |                 |                 |

Eure
| Partito                                                                       | Sigla \| Eletti | Sigla \| Eletti |
| ----------------------------------------------------------------------------- | --------------- | --------------- |
| Maggioranza (30 seggi)                                                        |                 |                 |
| Unione della Destra e del Centro (Union de la Droite et du Centre) (30 seggi) |                 |                 |
| Unione per un Movimento Popolare (Union pour un Mouvement Populaire)          | UMP             | 14              |
| Unione dei Democratici e Indipendenti (Union des Démocrates Indépendants)     | UDI             | 9               |
| Altri di Destra (Divers droite)                                               | DVD             | 7               |
| Opposizione (16 seggi)                                                        |                 |                 |
| Maggioranza dipartimentale (Majorité départementale) (12 seggi)               |                 |                 |
| Altri di Sinistra (Divers gauche)                                             | DVG             | 7               |
| Partito socialista (Parti socialiste)                                         | PS              | 5               |
| Fronte di Sinistra (Front de Gauche) (4 seggi)                                |                 |                 |
| Fronte di Sinistra (Front de Gauche)                                          | FG              | 2               |
| Partito Comunista (Parti communiste français)                                 | PCF             | 1               |
| Europa Ecologia I Verdi (Europe Écologie – Les Verts)                         | EELV            | 1               |
| Presidente del Consiglio dipartimentale                                       |                 |                 |
| Sébastien Lecornu (UMP)                                                       |                 |                 |

Eure-et-Loir
| Partito                                                                   | Sigla \| Eletti | Sigla \| Eletti |
| ------------------------------------------------------------------------- | --------------- | --------------- |
| Maggioranza (28 seggi)                                                    |                 |                 |
| Vincere con la Eure-et-Loir (Gagner avec l'Eure-et-Loir) (28 seggi)       |                 |                 |
| Unione per un Movimento Popolare (Union pour un Mouvement Populaire)      | UMP             | 21              |
| Altri di Destra (Divers droite)                                           | DVD             | 4               |
| Unione dei Democratici e Indipendenti (Union des Démocrates Indépendants) | UDI             | 3               |
| Opposizione (2 seggi)                                                     |                 |                 |
| Eure-et-Loir ambizione nuova (Eure-et-Loir ambition nouvelle) (2 seggi)   |                 |                 |
| Altri di Sinistra (Divers gauche)                                         | DVG             | 2               |
| Presidente del Consiglio dipartimentale                                   |                 |                 |
| Albéric de Montgolfier (UMP)                                              |                 |                 |

Finistère
| Partito                                                                   | Sigla \| Eletti | Sigla \| Eletti |
| ------------------------------------------------------------------------- | --------------- | --------------- |
| Maggioranza (28 seggi)                                                    |                 |                 |
| Partito socialista (Parti socialiste) (28 seggi)                          |                 |                 |
| Partito socialista (Parti socialiste)                                     | PS              | 28              |
| Opposizione (26 seggi)                                                    |                 |                 |
| Alleanza per il Finistère (Alliance pour le Finistère) (24 seggi)         |                 |                 |
| Altri di Destra (Divers droite)                                           | DVD             | 12              |
| Unione per un Movimento Popolare (Union pour un Mouvement Populaire)      | UMP             | 7               |
| Unione dei Democratici e Indipendenti (Union des Démocrates Indépendants) | UDI             | 5               |
| Altri (2 seggi)                                                           |                 |                 |
| Movimento Bretagna e Progresso (Mouvement Bretagne et progrès)            | MBP             | 2               |
| Presidente del Consiglio dipartimentale                                   |                 |                 |
| Nathalie Sarrabezolles (PS)                                               |                 |                 |

Gard
| Partito                                                                       | Sigla \| Eletti | Sigla \| Eletti |
| ----------------------------------------------------------------------------- | --------------- | --------------- |
| Maggioranza (22 seggi)                                                        |                 |                 |
| Unione della Sinistra (Union de la Gauche) (22 seggi)                         |                 |                 |
| Partito socialista (Parti socialiste)                                         | PS              | 10              |
| Partito Comunista (Parti communiste français)                                 | PCF             | 6               |
| Altri di Sinistra (Divers gauche)                                             | DVG             | 4               |
| Europa Ecologia I Verdi (Europe Écologie – Les Verts)                         | EELV            | 2               |
| Opposizione (24 seggi)                                                        |                 |                 |
| Unione della destra e del centro (Union de la droite et du centre) (20 seggi) |                 |                 |
| Unione per un Movimento Popolare (Union pour un Mouvement Populaire)          | UMP             | 12              |
| Unione dei Democratici e Indipendenti (Union des Démocrates Indépendants)     | UDI             | 7               |
| Altri di Destra (Divers droite)                                               | DVD             | 1               |
| Coalizione Blu Marina (Rassemblement bleu Marine) (4 seggi)                   |                 |                 |
| Fronte Nazionale (Front National)                                             | FN              | 4               |
| Presidente del Consiglio dipartimentale                                       |                 |                 |
| Denis Bouad (PS)                                                              |                 |                 |

Alta Garonna
| Partito                                                                      | Sigla \| Eletti | Sigla \| Eletti |
| ---------------------------------------------------------------------------- | --------------- | --------------- |
| Maggioranza (48 seggi)                                                       |                 |                 |
| Unione della Sinistra (Union de la Gauche) (48 seggi)                        |                 |                 |
| Partito socialista (Parti socialiste)                                        | PS              | 43              |
| Altri di Sinistra (Divers gauche)                                            | DVG             | 3               |
| Partito Radicale di Sinistra (Parti radical de gauche)                       | PRG             | 2               |
| Opposizione (6 seggi)                                                        |                 |                 |
| Unione della destra e del centro (Union de la droite et du centre) (6 seggi) |                 |                 |
| Unione per un Movimento Popolare (Union pour un Mouvement Populaire)         | UMP             | 3               |
| Unione dei Democratici e Indipendenti (Union des Démocrates Indépendants)    | UDI             | 1               |
| Altri di Destra (Divers droite)                                              | DVD             | 1               |
| Movimento Democratico (Mouvement démocrate)                                  | MoDem           | 1               |
| Presidente del Consiglio dipartimentale                                      |                 |                 |
| Georges Méric (PS)                                                           |                 |                 |

Gers
| Partito                                                                       | Sigla \| Eletti | Sigla \| Eletti |
| ----------------------------------------------------------------------------- | --------------- | --------------- |
| Maggioranza (22 seggi)                                                        |                 |                 |
| Unione della Sinistra (Union de la Gauche) (22 seggi)                         |                 |                 |
| Partito socialista (Parti socialiste)                                         | PS              | 19              |
| Partito Radicale di Sinistra (Parti radical de gauche)                        | PRG             | 3               |
| Opposizione (12 seggi)                                                        |                 |                 |
| Unione della destra e del centro (Union de la droite et du centre) (12 seggi) |                 |                 |
| Unione per un Movimento Popolare (Union pour un Mouvement Populaire)          | UMP             | 6               |
| Altri di Destra (Divers droite)                                               | DVD             | 6               |
| Presidente del Consiglio dipartimentale                                       |                 |                 |
| Philippe Martin (PS)                                                          |                 |                 |

Gironda
| Partito                                                                       | Sigla \| Eletti | Sigla \| Eletti |
| ----------------------------------------------------------------------------- | --------------- | --------------- |
| Maggioranza (44 seggi)                                                        |                 |                 |
| Unione della Sinistra (Union de la Gauche) (44 seggi)                         |                 |                 |
| Partito socialista (Parti socialiste)                                         | PS              | 41              |
| Europa Ecologia I Verdi (Europe Écologie – Les Verts)                         | EELV            | 3               |
| Opposizione (22 seggi)                                                        |                 |                 |
| Unione della destra e del centro (Union de la droite et du centre) (20 seggi) |                 |                 |
| Unione per un Movimento Popolare (Union pour un Mouvement Populaire)          | UMP             | 7               |
| Altri di Destra (Divers droite)                                               | DVD             | 6               |
| Movimento Democratico (Mouvement démocrate)                                   | MoDem           | 3               |
| Unione dei Democratici e Indipendenti (Union des Démocrates Indépendants)     | UDI             | 2               |
| Indipendenti (Sans étiquette)                                                 | SE              | 2               |
| Coalizione Blu Marina (Rassemblement bleu Marine) (2 seggi)                   |                 |                 |
| Fronte Nazionale (Front National)                                             | FN              | 2               |
| Presidente del Consiglio dipartimentale                                       |                 |                 |
| Jean-Luc Gleyze (PS)                                                          |                 |                 |

Hérault
| Partito                                                                      | Sigla \| Eletti | Sigla \| Eletti |
| ---------------------------------------------------------------------------- | --------------- | --------------- |
| Maggioranza (36 seggi)                                                       |                 |                 |
| Unione della Sinistra (Union de la Gauche) (34 seggi)                        |                 |                 |
| Partito socialista (Parti socialiste)                                        | PS              | 17              |
| Altri di Sinistra (Divers gauche)                                            | DVG             | 17              |
| Fronte di Sinistra (Front de Gauche) (2 seggio)                              |                 |                 |
| Fronte di Sinistra (Front de Gauche)                                         | FG              | 1               |
| Partito Comunista (Parti communiste français)                                | PCF             | 1               |
| Opposizione (14 seggi)                                                       |                 |                 |
| Unione della destra e del centro (Union de la droite et du centre) (8 seggi) |                 |                 |
| Unione per un Movimento Popolare (Union pour un Mouvement Populaire)         | UMP             | 4               |
| Altri di Destra (Divers droite)                                              | DVD             | 2               |
| Unione dei Democratici e Indipendenti (Union des Démocrates Indépendants)    | UDI             | 2               |
| Coalizione Blu Marina (Rassemblement bleu Marine) (6 seggi)                  |                 |                 |
| Fronte Nazionale (Front National)                                            | FN              | 6               |
| Presidente del Consiglio dipartimentale                                      |                 |                 |
| Kléber Mesquida (PS)                                                         |                 |                 |

Ille-et-Vilaine
| Partito                                                                       | Sigla \| Eletti | Sigla \| Eletti |
| ----------------------------------------------------------------------------- | --------------- | --------------- |
| Maggioranza (34 seggi)                                                        |                 |                 |
| Unione della Sinistra (Union de la Gauche) (34 seggi)                         |                 |                 |
| Partito socialista (Parti socialiste)                                         | PS              | 28              |
| Altri di Sinistra (Divers gauche)                                             | DVG             | 3               |
| Partito Radicale di Sinistra (Parti radical de gauche)                        | PRG             | 3               |
| Opposizione (20 seggi)                                                        |                 |                 |
| Unione della destra e del centro (Union de la droite et du centre) (20 seggi) |                 |                 |
| Altri di Destra (Divers droite)                                               | DVD             | 10              |
| Unione per un Movimento Popolare (Union pour un Mouvement Populaire)          | UMP             | 8               |
| Unione dei Democratici e Indipendenti (Union des Démocrates Indépendants)     | UDI             | 2               |
| Presidente del Consiglio dipartimentale                                       |                 |                 |
| Jean-Luc Chenut (PS)                                                          |                 |                 |

Indre
| Partito                                                                       | Sigla \| Eletti | Sigla \| Eletti |
| ----------------------------------------------------------------------------- | --------------- | --------------- |
| Maggioranza (20 seggi)                                                        |                 |                 |
| Unione della Destra e del Centro (Union de la droite et du centre) (20 seggi) |                 |                 |
| Unione per un Movimento Popolare (Union pour un Mouvement Populaire)          | UMP             | 8               |
| Altri di Destra (Divers droite)                                               | DVD             | 7               |
| Unione dei Democratici e Indipendenti (Union des Démocrates Indépendants)     | UDI             | 5               |
| Opposizione (6 seggi)                                                         |                 |                 |
| Unione della Sinistra (Union de la Gauche) (6 seggi)                          |                 |                 |
| Partito socialista (Parti socialiste)                                         | PS              | 6               |
| Presidente del Consiglio dipartimentale                                       |                 |                 |
| Louis Pinton (UMP)                                                            |                 |                 |

Indre e Loira
| Partito                                                                       | Sigla \| Eletti | Sigla \| Eletti |
| ----------------------------------------------------------------------------- | --------------- | --------------- |
| Maggioranza (32 seggi)                                                        |                 |                 |
| Unione della Destra e del Centro (Union de la droite et du centre) (32 seggi) |                 |                 |
| Unione per un Movimento Popolare (Union pour un Mouvement Populaire)          | UMP             | 20              |
| Unione dei Democratici e Indipendenti (Union des Démocrates Indépendants)     | UDI             | 8               |
| Altri di Destra (Divers droite)                                               | DVD             | 4               |
| Opposizione (6 seggi)                                                         |                 |                 |
| Unione della Sinistra (Union de la Gauche) (6 seggi)                          |                 |                 |
| Partito socialista (Parti socialiste)                                         | PS              | 5               |
| Altri di Sinistra (Divers gauche)                                             | DVG             | 1               |
| Presidente del Consiglio dipartimentale                                       |                 |                 |
| Jean-Yves Couteau (UDI)                                                       |                 |                 |

Isère
| Partito                                                                      | Sigla \| Eletti | Sigla \| Eletti |
| ---------------------------------------------------------------------------- | --------------- | --------------- |
| Maggioranza (34 seggi)                                                       |                 |                 |
| Aria per l'Isère (De l'air pour l'Isère) (34 seggi)                          |                 |                 |
| Unione per un Movimento Popolare (Union pour un Mouvement Populaire)         | UMP             | 18              |
| Altri di Destra (Divers droite)                                              | DVD             | 11              |
| Unione dei Democratici e Indipendenti (Union des Démocrates Indépendants)    | UDI             | 5               |
| Opposizione (24 seggi)                                                       |                 |                 |
| L'Isere siete voi! (L'Isère c'est vous !) (15 seggi)                         |                 |                 |
| Partito socialista (Parti socialiste)                                        | PS              | 14              |
| Altri di Sinistra (Divers gauche)                                            | DVG             | 1               |
| Fronte di Sinistra (Front de Gauche) (5 seggi)                               |                 |                 |
| Partito Comunista (Parti communiste français)                                | PCF             | 4               |
| Altri di Sinistra (Divers gauche)                                            | DVG             | 1               |
| Coalizione dei cittadini (Rassemblement des citoyens) (4 seggi)              |                 |                 |
| Europa Ecologia I Verdi (Europe Écologie – Les Verts)                        | EELV            | 2               |
| Forum Sociale dei Quartieri Popolari (Forum social des quartiers populaires) | FSQP            | 1               |
| Altri di Sinistra (Divers gauche)                                            | DVG             | 1               |
| Presidente del Consiglio dipartimentale                                      |                 |                 |
| Jean-Pierre Barbier (UMP)                                                    |                 |                 |

Giura
| Partito                                                                       | Sigla \| Eletti | Sigla \| Eletti |
| ----------------------------------------------------------------------------- | --------------- | --------------- |
| Maggioranza (28 seggi)                                                        |                 |                 |
| Unione della Destra e del Centro (Union de la droite et du centre) (28 seggi) |                 |                 |
| Unione per un Movimento Popolare (Union pour un Mouvement Populaire)          | UMP             | 13              |
| Altri di Destra (Divers droite)                                               | DVD             | 9               |
| Unione dei Democratici e Indipendenti (Union des Démocrates Indépendants)     | UDI             | 6               |
| Opposizione (6 seggi)                                                         |                 |                 |
| Unione della Sinistra (Union de la Gauche) (6 seggi)                          |                 |                 |
| Altri di Sinistra (Divers gauche)                                             | DVG             | 4               |
| Partito socialista (Parti socialiste)                                         | PS              | 2               |
| Presidente del Consiglio dipartimentale                                       |                 |                 |
| Clément Pernot (DVD)                                                          |                 |                 |

Landes
| Partito                                                                       | Sigla \| Eletti | Sigla \| Eletti |
| ----------------------------------------------------------------------------- | --------------- | --------------- |
| Maggioranza (20 seggi)                                                        |                 |                 |
| Unione della Sinistra (Union de la Gauche) (18 seggi)                         |                 |                 |
| Partito socialista (Parti socialiste)                                         | PS              | 17              |
| Fronte di Sinistra (Front de Gauche)                                          | FG              | 1               |
| Fronte di Sinistra (Front de Gauche) (2 seggi)                                |                 |                 |
| Fronte di Sinistra (Front de Gauche)                                          | FG              | 2               |
| Opposizione (10 seggi)                                                        |                 |                 |
| Unione della destra e del centro (Union de la droite et du centre) (10 seggi) |                 |                 |
| Unione per un Movimento Popolare (Union pour un Mouvement Populaire)          | UMP             | 4               |
| Movimento Democratico (Mouvement démocrate)                                   | MoDem           | 3               |
| Unione dei Democratici e Indipendenti (Union des Démocrates Indépendants)     | UDI             | 2               |
| Altri di Destra (Divers droite)                                               | DVD             | 1               |
| Presidente del Consiglio dipartimentale                                       |                 |                 |
| Henri Emmanuelli (PS)                                                         |                 |                 |

Loir-et-Cher
| Partito                                                                       | Sigla \| Eletti | Sigla \| Eletti |
| ----------------------------------------------------------------------------- | --------------- | --------------- |
| Maggioranza (22 seggi)                                                        |                 |                 |
| Unione della Destra e del Centro (Union de la droite et du centre) (22 seggi) |                 |                 |
| Unione per un Movimento Popolare (Union pour un Mouvement Populaire)          | UMP             | 9               |
| Unione dei Democratici e Indipendenti (Union des Démocrates Indépendants)     | UDI             | 6               |
| Altri di Destra (Divers droite)                                               | DVD             | 3               |
| Movimento Democratico (Mouvement démocrate)                                   | MoDem           | 3               |
| Partito Cristiano Democratico (Parti chrétien-démocrate)                      | PDC             | 1               |
| Opposizione (8 seggi)                                                         |                 |                 |
| Unione della Sinistra (Union de la Gauche) (8 seggi)                          |                 |                 |
| Partito socialista (Parti socialiste)                                         | PS              | 8               |
| Presidente del Consiglio dipartimentale                                       |                 |                 |
| Maurice Leroy (UDI)                                                           |                 |                 |

Loira
| Partito                                                                       | Sigla \| Eletti | Sigla \| Eletti |
| ----------------------------------------------------------------------------- | --------------- | --------------- |
| Maggioranza (28 seggi)                                                        |                 |                 |
| Unione della Destra e del Centro (Union de la droite et du centre) (28 seggi) |                 |                 |
| Unione per un Movimento Popolare (Union pour un Mouvement Populaire)          | UMP             | 19              |
| Unione dei Democratici e Indipendenti (Union des Démocrates Indépendants)     | UDI             | 7               |
| Altri di Destra (Divers droite)                                               | DVD             | 2               |
| Opposizione (14 seggi)                                                        |                 |                 |
| Unione della Sinistra (Union de la Gauche) (10 seggi)                         |                 |                 |
| Partito socialista (Parti socialiste)                                         | PS              | 9               |
| Europa Ecologia I Verdi (Europe Écologie – Les Verts)                         | EELV            | 1               |
| Fronte di Sinistra (Front de Gauche) (4 seggi)                                |                 |                 |
| Fronte di Sinistra (Front de Gauche)                                          | FG              | 3               |
| Altri di Sinistra (Divers gauche)                                             | DVG             | 1               |
| Presidente del Consiglio dipartimentale                                       |                 |                 |
| Bernard Bonne (UMP)                                                           |                 |                 |

Alta Loira
| Partito                                                                       | Sigla \| Eletti | Sigla \| Eletti |
| ----------------------------------------------------------------------------- | --------------- | --------------- |
| Maggioranza (30 seggi)                                                        |                 |                 |
| Unione della Destra e del Centro (Union de la droite et du centre) (30 seggi) |                 |                 |
| Unione per un Movimento Popolare (Union pour un Mouvement Populaire)          | UMP             | 29              |
| Unione dei Democratici e Indipendenti (Union des Démocrates Indépendants)     | UDI             | 1               |
| Opposizione (8 seggi)                                                         |                 |                 |
| Unione della Sinistra (Union de la Gauche) (6 seggi)                          |                 |                 |
| Partito socialista (Parti socialiste)                                         | PS              | 4               |
| Altri di Sinistra (Divers gauche)                                             | DVG             | 2               |
| Indipendenti (Sans étiquette) (2 seggi)                                       |                 |                 |
| Indipendenti (Sans étiquette)                                                 | SE              | 2               |
| Presidente del Consiglio dipartimentale                                       |                 |                 |
| Jean-Pierre Marcon (UDI)                                                      |                 |                 |

Loira Atlantica
| Partito                                                                       | Sigla \| Eletti | Sigla \| Eletti |
| ----------------------------------------------------------------------------- | --------------- | --------------- |
| Maggioranza (32 seggi)                                                        |                 |                 |
| Unione della Sinistra (Union de la Gauche) (32 seggi)                         |                 |                 |
| Partito socialista (Parti socialiste)                                         | PS              | 24              |
| Altri di Sinistra (Divers gauche)                                             | DVG             | 7               |
| Europa Ecologia I Verdi (Europe Écologie – Les Verts)                         | EELV            | 1               |
| Opposizione (30 seggi)                                                        |                 |                 |
| Unione della destra e del centro (Union de la droite et du centre) (30 seggi) |                 |                 |
| Unione per un Movimento Popolare (Union pour un Mouvement Populaire)          | UMP             | 21              |
| Altri di Destra (Divers droite)                                               | DVD             | 8               |
| Unione dei Democratici e Indipendenti (Union des Démocrates Indépendants)     | UDI             | 1               |
| Presidente del Consiglio dipartimentale                                       |                 |                 |
| Philippe Grosvalet (PS)                                                       |                 |                 |

Loiret
| Partito                                                                       | Sigla \| Eletti | Sigla \| Eletti |
| ----------------------------------------------------------------------------- | --------------- | --------------- |
| Maggioranza (34 seggi)                                                        |                 |                 |
| Unione della Destra e del Centro (Union de la droite et du centre) (34 seggi) |                 |                 |
| Unione per un Movimento Popolare (Union pour un Mouvement Populaire)          | UMP             | 19              |
| Altri di Destra (Divers droite)                                               | DVD             | 13              |
| Unione dei Democratici e Indipendenti (Union des Démocrates Indépendants)     | UDI             | 2               |
| Opposizione (8 seggi)                                                         |                 |                 |
| Unione della Sinistra (Union de la Gauche) (8 seggi)                          |                 |                 |
| Partito socialista (Parti socialiste)                                         | PS              | 3               |
| Altri di Sinistra (Divers gauche)                                             | DVG             | 3               |
| Europa Ecologia I Verdi (Europe Écologie – Les Verts)                         | EELV            | 2               |
| Presidente del Consiglio dipartimentale                                       |                 |                 |
| Hugues Saury (UMP)                                                            |                 |                 |

Lot
| Partito                                                                      | Sigla \| Eletti | Sigla \| Eletti |
| ---------------------------------------------------------------------------- | --------------- | --------------- |
| Maggioranza (30 seggi)                                                       |                 |                 |
| Unione della Sinistra (Union de la Gauche) (30 seggi)                        |                 |                 |
| Partito socialista (Parti socialiste)                                        | PS              | 14              |
| Altri di Sinistra (Divers gauche)                                            | DVG             | 9               |
| Partito Radicale di Sinistra (Parti radical de gauche)                       | PRG             | 7               |
| Opposizione (4 seggi)                                                        |                 |                 |
| Unione della destra e del centro (Union de la droite et du centre) (4 seggi) |                 |                 |
| Altri di Destra (Divers droite)                                              | DVD             | 4               |
| Presidente del Consiglio dipartimentale                                      |                 |                 |
| Serge Rigal (PS)                                                             |                 |                 |

Lot e Garonna
| Partito                                                                       | Sigla \| Eletti | Sigla \| Eletti |
| ----------------------------------------------------------------------------- | --------------- | --------------- |
| Maggioranza (26 seggi)                                                        |                 |                 |
| Unione della Sinistra (Union de la Gauche) (26 seggi)                         |                 |                 |
| Partito socialista (Parti socialiste)                                         | PS              | 12              |
| Altri di Sinistra (Divers gauche)                                             | DVG             | 12              |
| Partito Radicale di Sinistra (Parti radical de gauche)                        | PRG             | 1               |
| Fronte di Sinistra (Front de Gauche)                                          | FG              | 1               |
| Opposizione (16 seggi)                                                        |                 |                 |
| Unione della destra e del centro (Union de la droite et du centre) (14 seggi) |                 |                 |
| Unione per un Movimento Popolare (Union pour un Mouvement Populaire)          | UMP             | 6               |
| Altri di Destra (Divers droite)                                               | DVD             | 5               |
| Unione dei Democratici e Indipendenti (Union des Démocrates Indépendants)     | UDI             | 3               |
| Indipendenti (Sans étiquette) (2 seggi)                                       |                 |                 |
| Indipendenti (Sans étiquette)                                                 | SE              | 2               |
| Presidente del Consiglio dipartimentale                                       |                 |                 |
| Pierre Camani (PS)                                                            |                 |                 |

Lozère
| Partito                                                                       | Sigla \| Eletti | Sigla \| Eletti |
| ----------------------------------------------------------------------------- | --------------- | --------------- |
| Maggioranza (14 seggi)                                                        |                 |                 |
| Unione della Sinistra (Union de la Gauche) (14 seggi)                         |                 |                 |
| Partito socialista (Parti socialiste)                                         | PS              | 6               |
| Altri di Sinistra (Divers gauche)                                             | DVG             | 5               |
| Partito Radicale di Sinistra (Parti radical de gauche)                        | PRG             | 1               |
| Partito Comunista (Parti communiste français)                                 | PCF             | 1               |
| Europa Ecologia I Verdi (Europe Écologie – Les Verts)                         | EELV            | 1               |
| Opposizione (12 seggi)                                                        |                 |                 |
| Unione della destra e del centro (Union de la droite et du centre) (12 seggi) |                 |                 |
| Altri di Destra (Divers droite)                                               | DVD             | 8               |
| Unione per un Movimento Popolare (Union pour un Mouvement Populaire)          | UMP             | 3               |
| Unione dei Democratici e Indipendenti (Union des Démocrates Indépendants)     | UDI             | 1               |
| Presidente del Consiglio dipartimentale                                       |                 |                 |
| Sophie Pantel (PS)                                                            |                 |                 |

Maine e Loira
| Partito                                                                   | Sigla \| Eletti | Sigla \| Eletti |
| ------------------------------------------------------------------------- | --------------- | --------------- |
| Maggioranza (30 seggi)                                                    |                 |                 |
| Maggioranza Dipartimentale (Majorité départementale) (30 seggi)           |                 |                 |
| Altri di Destra (Divers droite)                                           | DVD             | 18              |
| Unione per un Movimento Popolare (Union pour un Mouvement Populaire)      | UMP             | 7               |
| Unione dei Democratici e Indipendenti (Union des Démocrates Indépendants) | UDI             | 5               |
| Opposizione (12 seggi)                                                    |                 |                 |
| Unione della Sinistra (Union de la Gauche) (12 seggi)                     |                 |                 |
| Partito socialista (Parti socialiste)                                     | PS              | 6               |
| Altri di Sinistra (Divers gauche)                                         | DVG             | 6               |
| Presidente del Consiglio dipartimentale                                   |                 |                 |
| Christian Gillet (UDI)                                                    |                 |                 |

Manica
| Partito                                                                       | Sigla \| Eletti | Sigla \| Eletti |
| ----------------------------------------------------------------------------- | --------------- | --------------- |
| Maggioranza (40 seggi)                                                        |                 |                 |
| Unione della Destra e del Centro (Union de la droite et du centre) (40 seggi) |                 |                 |
| Altri di Destra (Divers droite)                                               | DVD             | 30              |
| Unione per un Movimento Popolare (Union pour un Mouvement Populaire)          | UMP             | 8               |
| Unione dei Democratici e Indipendenti (Union des Démocrates Indépendants)     | UDI             | 2               |
| Opposizione (14 seggi)                                                        |                 |                 |
| Unione della Sinistra (Union de la Gauche) (14 seggi)                         |                 |                 |
| Partito socialista (Parti socialiste)                                         | PS              | 10              |
| Altri di Sinistra (Divers gauche)                                             | DVG             | 4               |
| Presidente del Consiglio dipartimentale                                       |                 |                 |
| Philippe Bas (UMP)                                                            |                 |                 |

Marna
| Partito                                                                       | Sigla \| Eletti | Sigla \| Eletti |
| ----------------------------------------------------------------------------- | --------------- | --------------- |
| Maggioranza (34 seggi)                                                        |                 |                 |
| Unione della Destra e del Centro (Union de la droite et du centre) (34 seggi) |                 |                 |
| Unione per un Movimento Popolare (Union pour un Mouvement Populaire)          | UMP             | 25              |
| Unione dei Democratici e Indipendenti (Union des Démocrates Indépendants)     | UDI             | 6               |
| Altri di Destra (Divers droite)                                               | DVD             | 3               |
| Opposizione (12 seggi)                                                        |                 |                 |
| Unione della Sinistra (Union de la Gauche) (10 seggi)                         |                 |                 |
| Partito socialista (Parti socialiste)                                         | PS              | 9               |
| Europa Ecologia I Verdi (Europe Écologie – Les Verts)                         | EELV            | 1               |
| Coalizione Blu Marina (Rassemblement bleu Marine) (2 seggi)                   |                 |                 |
| Fronte Nazionale (Front National)                                             | FN              | 2               |
| Presidente del Consiglio dipartimentale                                       |                 |                 |
| René-Paul Savary (UMP)                                                        |                 |                 |

Alta Marna
| Partito                                                                       | Sigla \| Eletti | Sigla \| Eletti |
| ----------------------------------------------------------------------------- | --------------- | --------------- |
| Maggioranza (28 seggi)                                                        |                 |                 |
| Unione della Destra e del Centro (Union de la droite et du centre) (28 seggi) |                 |                 |
| Altri di Destra (Divers droite)                                               | DVD             | 16              |
| Unione per un Movimento Popolare (Union pour un Mouvement Populaire)          | UMP             | 12              |
| Opposizione (6 seggi)                                                         |                 |                 |
| Coalizione Blu Marina (Rassemblement bleu Marine) (4 seggi)                   |                 |                 |
| Fronte Nazionale (Front National)                                             | FN              | 4               |
| Unione della Sinistra (Union de la Gauche) (2 seggi)                          |                 |                 |
| Partito socialista (Parti socialiste)                                         | PS              | 2               |
| Presidente del Consiglio dipartimentale                                       |                 |                 |
| Bruno Sido (UMP)                                                              |                 |                 |

Mayenne
| Partito                                                                       | Sigla \| Eletti | Sigla \| Eletti |
| ----------------------------------------------------------------------------- | --------------- | --------------- |
| Maggioranza (30 seggi)                                                        |                 |                 |
| Unione della Destra e del Centro (Union de la droite et du centre) (30 seggi) |                 |                 |
| Unione dei Democratici e Indipendenti (Union des Démocrates Indépendants)     | UDI             | 11              |
| Altri di Destra (Divers droite)                                               | DVD             | 10              |
| Unione per un Movimento Popolare (Union pour un Mouvement Populaire)          | UMP             | 9               |
| Unione della Sinistra (Union de la Gauche) (4 seggi)                          |                 |                 |
| Partito socialista (Parti socialiste)                                         | PS              | 2               |
| Altri di Sinistra (Divers gauche)                                             | DVG             | 2               |
| Presidente del Consiglio dipartimentale                                       |                 |                 |
| Olivier Richefou (UDI)                                                        |                 |                 |

Meurthe e Mosella
| Partito                                                                       | Sigla \| Eletti | Sigla \| Eletti |
| ----------------------------------------------------------------------------- | --------------- | --------------- |
| Maggioranza (28 seggi)                                                        |                 |                 |
| Unione della Sinistra (Union de la Gauche) (20 seggi)                         |                 |                 |
| Partito socialista (Parti socialiste)                                         | PS              | 20              |
| Fronte di Sinistra (Front de Gauche)                                          | FG              | 4               |
| Partito Comunista (Parti communiste français)                                 | PCF             | 2               |
| Altri di Sinistra (Divers gauche)                                             | DVG             | 1               |
| Europa Ecologia I Verdi (Europe Écologie – Les Verts)                         | EELV            | 1               |
| Opposizione (18 seggi)                                                        |                 |                 |
| Unione della destra e del centro (Union de la droite et du centre) (18 seggi) |                 |                 |
| Unione per un Movimento Popolare (Union pour un Mouvement Populaire)          | UMP             | 18              |
| Presidente del Consiglio dipartimentale                                       |                 |                 |
| Mathieu Klein (PS)                                                            |                 |                 |

Mosa
| Partito                                                                       | Sigla \| Eletti | Sigla \| Eletti |
| ----------------------------------------------------------------------------- | --------------- | --------------- |
| Maggioranza (26 seggi)                                                        |                 |                 |
| Unione della destra e del centro (Union de la droite et du centre) (26 seggi) |                 |                 |
| Altri di Destra (Divers droite)                                               | DVD             | 13              |
| Unione per un Movimento Popolare (Union pour un Mouvement Populaire)          | UMP             | 9               |
| Unione dei Democratici e Indipendenti (Union des Démocrates Indépendants)     | UDI             | 3               |
| Movimento per la Francia (Mouvement pour la France)                           | MPF             | 1               |
| Opposizione (8 seggi)                                                         |                 |                 |
| Unione della Sinistra (Union de la Gauche) (6 seggi)                          |                 |                 |
| Partito socialista (Parti socialiste)                                         | PS              | 4               |
| Partito Comunista (Parti communiste français)                                 | PCF             | 2               |
| Coalizione Blu Marina (Rassemblement bleu Marine) (2 seggi)                   |                 |                 |
| Fronte Nazionale (Front National)                                             | FN              | 2               |
| Presidente del Consiglio dipartimentale                                       |                 |                 |
| Claude Léonard (UMP)                                                          |                 |                 |

Morbihan
| Partito                                                                       | Sigla \| Eletti | Sigla \| Eletti |
| ----------------------------------------------------------------------------- | --------------- | --------------- |
| Maggioranza (34 seggi)                                                        |                 |                 |
| Unione della destra e del centro (Union de la droite et du centre) (34 seggi) |                 |                 |
| Altri di Destra (Divers droite)                                               | DVD             | 21              |
| Unione per un Movimento Popolare (Union pour un Mouvement Populaire)          | UMP             | 12              |
| Unione dei Democratici e Indipendenti (Union des Démocrates Indépendants)     | UDI             | 1               |
| Opposizione (8 seggi)                                                         |                 |                 |
| Unione della Sinistra (Union de la Gauche) (8 seggi)                          |                 |                 |
| Partito socialista (Parti socialiste)                                         | PS              | 4               |
| Altri di Sinistra (Divers gauche)                                             | DVG             | 3               |
| Movimento Bretagna e Progresso (Mouvement Bretagne et progrès)                | MBP             | 1               |
| Presidente del Consiglio dipartimentale                                       |                 |                 |
| François Goulard (UMP)                                                        |                 |                 |

Mosella
| Partito                                                                       | Sigla \| Eletti | Sigla \| Eletti |
| ----------------------------------------------------------------------------- | --------------- | --------------- |
| Maggioranza (40 seggi)                                                        |                 |                 |
| Unione della destra e del centro (Union de la droite et du centre) (34 seggi) |                 |                 |
| Altri di Destra (Divers droite)                                               | DVD             | 16              |
| Unione per un Movimento Popolare (Union pour un Mouvement Populaire)          | UMP             | 16              |
| Unione dei Democratici e Indipendenti (Union des Démocrates Indépendants)     | UDI             | 8               |
| Opposizione (14 seggi)                                                        |                 |                 |
| Unione della Sinistra (Union de la Gauche) (14 seggi)                         |                 |                 |
| Partito socialista (Parti socialiste)                                         | PS              | 14              |
| Presidente del Consiglio dipartimentale                                       |                 |                 |
| Patrick Weiten (UDI)                                                          |                 |                 |

Nièvre
| Partito                                                                       | Sigla \| Eletti | Sigla \| Eletti |
| ----------------------------------------------------------------------------- | --------------- | --------------- |
| Maggioranza (20 seggi)                                                        |                 |                 |
| Unione della Sinistra (Union de la Gauche) (20 seggi)                         |                 |                 |
| Partito socialista (Parti socialiste)                                         | PS              | 16              |
| Altri di Sinistra (Divers gauche)                                             | DVG             | 4               |
| Opposizione (14 seggi)                                                        |                 |                 |
| Unione della destra e del centro (Union de la droite et du centre) (12 seggi) |                 |                 |
| Unione per un Movimento Popolare (Union pour un Mouvement Populaire)          | UMP             | 8               |
| Altri di Destra (Divers droite)                                               | DVD             | 4               |
| Indipendenti (Sans étiquette) (2 seggi)                                       |                 |                 |
| Indipendenti (Sans étiquette)                                                 | SE              | 2               |
| Presidente del Consiglio dipartimentale                                       |                 |                 |
| Patrice Joly (PS)                                                             |                 |                 |

Nord
| Partito                                                                       | Sigla \| Eletti | Sigla \| Eletti |
| ----------------------------------------------------------------------------- | --------------- | --------------- |
| Maggioranza (52 seggi)                                                        |                 |                 |
| Unione della destra e del centro (Union de la droite et du centre) (52 seggi) |                 |                 |
| Unione per un Movimento Popolare (Union pour un Mouvement Populaire)          | UMP             | 25              |
| Altri di Destra (Divers droite)                                               | DVD             | 15              |
| Unione dei Democratici e Indipendenti (Union des Démocrates Indépendants)     | UDI             | 11              |
| Alzati Francia (Debout la France)                                             | DLF             | 1               |
| Opposizione (30 seggi)                                                        |                 |                 |
| Unione della Sinistra (Union de la Gauche) (30 seggi)                         |                 |                 |
| Partito socialista (Parti socialiste)                                         | PS              | 16              |
| Partito Comunista (Parti communiste français)                                 | PCF             | 10              |
| Altri di Sinistra (Divers gauche)                                             | DVG             | 2               |
| Partito Radicale di Sinistra (Parti radical de gauche)                        | PRG             | 1               |
| Movimento Repubblicano e Cittadino (Mouvement Républicain et Citoyen)         | MRC             | 1               |
| Presidente del Consiglio dipartimentale                                       |                 |                 |
| Jean-René Lecerf (UMP)                                                        |                 |                 |

Oise
| Partito                                                                       | Sigla \| Eletti | Sigla \| Eletti |
| ----------------------------------------------------------------------------- | --------------- | --------------- |
| Maggioranza (30 seggi)                                                        |                 |                 |
| Unione della destra e del centro (Union de la droite et du centre) (30 seggi) |                 |                 |
| Unione per un Movimento Popolare (Union pour un Mouvement Populaire)          | UMP             | 22              |
| Altri di Destra (Divers droite)                                               | DVD             | 6               |
| Unione dei Democratici e Indipendenti (Union des Démocrates Indépendants)     | UDI             | 2               |
| Opposizione (12 seggi)                                                        |                 |                 |
| Unione della Sinistra (Union de la Gauche) (8 seggi)                          |                 |                 |
| Partito socialista (Parti socialiste)                                         | PS              | 4               |
| Partito Comunista (Parti communiste français)                                 | PCF             | 3               |
| Altri di Sinistra (Divers gauche)                                             | DVG             | 1               |
| Coalizione Blu Marina (Rassemblement bleu Marine) (4 seggi)                   |                 |                 |
| Fronte Nazionale (Front National)                                             | FN              | 4               |
| Presidente del Consiglio dipartimentale                                       |                 |                 |
| Édouard Courtial (UMP)                                                        |                 |                 |

Orne
| Partito                                                                       | Sigla \| Eletti | Sigla \| Eletti |
| ----------------------------------------------------------------------------- | --------------- | --------------- |
| Maggioranza (28 seggi)                                                        |                 |                 |
| Unione della destra e del centro (Union de la droite et du centre) (28 seggi) |                 |                 |
| Altri di Destra (Divers droite)                                               | DVD             | 13              |
| Unione per un Movimento Popolare (Union pour un Mouvement Populaire)          | UMP             | 12              |
| Unione dei Democratici e Indipendenti (Union des Démocrates Indépendants)     | UDI             | 3               |
| Opposizione (14 seggi)                                                        |                 |                 |
| Unione della Sinistra (Union de la Gauche) (14 seggi)                         |                 |                 |
| Partito socialista (Parti socialiste)                                         | PS              | 12              |
| Altri di Sinistra (Divers gauche)                                             | DVG             | 2               |
| Presidente del Consiglio dipartimentale                                       |                 |                 |
| Alain Lambert (UDI)                                                           |                 |                 |

Passo di Calais
| Partito                                                                       | Sigla \| Eletti | Sigla \| Eletti |
| ----------------------------------------------------------------------------- | --------------- | --------------- |
| Maggioranza (40 seggi)                                                        |                 |                 |
| Unione della Sinistra (Union de la Gauche) (40 seggi)                         |                 |                 |
| Partito socialista (Parti socialiste)                                         | PS              | 30              |
| Partito Comunista (Parti communiste français)                                 | PCF             | 4               |
| Movimento Repubblicano e Cittadino (Mouvement Républicain et Citoyen)         | MRC             | 3               |
| Altri di Sinistra (Divers gauche)                                             | DVG             | 2               |
| Partito Radicale di Sinistra (Parti radical de gauche)                        | PRG             | 1               |
| Opposizione (38 seggi)                                                        |                 |                 |
| Unione della destra e del centro (Union de la droite et du centre) (26 seggi) |                 |                 |
| Unione per un Movimento Popolare (Union pour un Mouvement Populaire)          | UMP             | 10              |
| Altri di Destra (Divers droite)                                               | DVD             | 9               |
| Unione dei Democratici e Indipendenti (Union des Démocrates Indépendants)     | UDI             | 7               |
| Coalizione Blu Marina (Rassemblement bleu Marine) (12 seggi)                  |                 |                 |
| Fronte Nazionale (Front National)                                             | FN              | 12              |
| Presidente del Consiglio dipartimentale                                       |                 |                 |
| Michel Dagbert (PS)                                                           |                 |                 |

Puy-de-Dôme
| Partito                                                                       | Sigla \| Eletti | Sigla \| Eletti |
| ----------------------------------------------------------------------------- | --------------- | --------------- |
| Maggioranza (42 seggi)                                                        |                 |                 |
| Unione della Sinistra (Union de la Gauche) (42 seggi)                         |                 |                 |
| Partito socialista (Parti socialiste)                                         | PS              | 23              |
| Altri di Sinistra (Divers gauche)                                             | DVG             | 11              |
| Fronte di Sinistra (Front de Gauche)                                          | FG              | 5               |
| Partito Radicale di Sinistra (Parti radical de gauche)                        | PRG             | 3               |
| Opposizione (20 seggi)                                                        |                 |                 |
| Unione della destra e del centro (Union de la droite et du centre) (20 seggi) |                 |                 |
| Unione per un Movimento Popolare (Union pour un Mouvement Populaire)          | UMP             | 9               |
| Altri di Destra (Divers droite)                                               | DVD             | 8               |
| Unione dei Democratici e Indipendenti (Union des Démocrates Indépendants)     | UDI             | 2               |
| Movimento Democratico (Mouvement démocrate)                                   | MoDem           | 1               |
| Presidente del Consiglio dipartimentale                                       |                 |                 |
| Jean-Yves Gouttebel (PRG)                                                     |                 |                 |

Pirenei Atlantici
| Partito                                                                       | Sigla \| Eletti | Sigla \| Eletti |
| ----------------------------------------------------------------------------- | --------------- | --------------- |
| Maggioranza (32 seggi)                                                        |                 |                 |
| Unione della Destra e del Centro (Union de la droite et du centre) (22 seggi) |                 |                 |
| Movimento Democratico (Mouvement démocrate)                                   | MoDem           | 11              |
| Unione dei Democratici e Indipendenti (Union des Démocrates Indépendants)     | UDI             | 9               |
| Unione per un Movimento Popolare (Union pour un Mouvement Populaire)          | UMP             | 6               |
| Altri di Destra (Divers droite)                                               | DVD             | 6               |
| Opposizione (22 seggi)                                                        |                 |                 |
| Unione della Sinistra (Union de la Gauche) (22 seggi)                         |                 |                 |
| Partito socialista (Parti socialiste)                                         | PS              | 15              |
| Altri di Sinistra (Divers gauche)                                             | DVG             | 5               |
| Patrioti (Abertzale)                                                          | REG             | 2               |
| Presidente del Consiglio dipartimentale                                       |                 |                 |
| Jean-Jacques Lasserre (MoDem)                                                 |                 |                 |

Alti Pirenei
| Partito                                                                      | Sigla \| Eletti | Sigla \| Eletti |
| ---------------------------------------------------------------------------- | --------------- | --------------- |
| Maggioranza (26 seggi)                                                       |                 |                 |
| Unione della Sinistra (Union de la Gauche) (26 seggi)                        |                 |                 |
| Partito Radicale di Sinistra (Parti radical de gauche)                       | PRG             | 15              |
| Partito socialista (Parti socialiste)                                        | PS              | 8               |
| Partito Comunista (Parti communiste français)                                | PCF             | 2               |
| Altri di Sinistra (Divers gauche)                                            | DVG             | 1               |
| Opposizione (8 seggi)                                                        |                 |                 |
| Unione della destra e del centro (Union de la droite et du centre) (8 seggi) |                 |                 |
| Unione per un Movimento Popolare (Union pour un Mouvement Populaire)         | UMP             | 3               |
| Altri di Destra (Divers droite)                                              | DVD             | 3               |
| Unione dei Democratici e Indipendenti (Union des Démocrates Indépendants)    | UDI             | 2               |
| Presidente del Consiglio dipartimentale                                      |                 |                 |
| Michel Pélieu (PRG)                                                          |                 |                 |

Pirenei Orientali
| Partito                                                                      | Sigla \| Eletti | Sigla \| Eletti |
| ---------------------------------------------------------------------------- | --------------- | --------------- |
| Maggioranza (20 seggi)                                                       |                 |                 |
| Unione della Sinistra (Union de la Gauche) (20 seggi)                        |                 |                 |
| Partito socialista (Parti socialiste)                                        | PS              | 14              |
| Partito Comunista (Parti communiste français)                                | PCF             | 5               |
| Partito Radicale di Sinistra (Parti radical de gauche)                       | PRG             | 1               |
| Opposizione (14 seggi)                                                       |                 |                 |
| Unione della destra e del centro (Union de la droite et du centre) (8 seggi) |                 |                 |
| Unione per un Movimento Popolare (Union pour un Mouvement Populaire)         | UMP             | 7               |
| Unione dei Democratici e Indipendenti (Union des Démocrates Indépendants)    | UDI             | 1               |
| Coalizione Blu Marina (Rassemblement bleu Marine) (4 seggi)                  |                 |                 |
| Fronte Nazionale (Front National)                                            | FN              | 4               |
| Indipendenti (Sans étiquette) (2 seggi)                                      |                 |                 |
| Indipendenti (Sans étiquette)                                                | SE              | 2               |
| Presidente del Consiglio dipartimentale                                      |                 |                 |
| Hermeline Malherbe (PS)                                                      |                 |                 |

Basso Reno
| Partito                                                                       | Sigla \| Eletti | Sigla \| Eletti |
| ----------------------------------------------------------------------------- | --------------- | --------------- |
| Maggioranza (38 seggi)                                                        |                 |                 |
| Unione della Destra e del Centro (Union de la droite et du centre) (38 seggi) |                 |                 |
| Unione per un Movimento Popolare (Union pour un Mouvement Populaire)          | UMP             | 23              |
| Altri di Destra (Divers droite)                                               | DVD             | 10              |
| Unione dei Democratici e Indipendenti (Union des Démocrates Indépendants)     | UDI             | 5               |
| Opposizione (8 seggi)                                                         |                 |                 |
| Unione della Sinistra (Union de la Gauche) (8 seggi)                          |                 |                 |
| Partito socialista (Parti socialiste)                                         | PS              | 7               |
| Altri di Sinistra (Divers gauche)                                             | DVG             | 1               |
| Presidente del Consiglio dipartimentale                                       |                 |                 |
| Frédéric Bierry (UMP)                                                         |                 |                 |

Alto Reno
| Partito                                                                       | Sigla \| Eletti | Sigla \| Eletti |
| ----------------------------------------------------------------------------- | --------------- | --------------- |
| Maggioranza (32 seggi)                                                        |                 |                 |
| Unione della Destra e del Centro (Union de la droite et du centre) (32 seggi) |                 |                 |
| Unione per un Movimento Popolare (Union pour un Mouvement Populaire)          | UMP             | 14              |
| Altri di Destra (Divers droite)                                               | DVD             | 12              |
| Unione dei Democratici e Indipendenti (Union des Démocrates Indépendants)     | UDI             | 6               |
| Opposizione (2 seggi)                                                         |                 |                 |
| Coalizione Blu Marina (Rassemblement bleu Marine) (2 seggi)                   |                 |                 |
| Fronte Nazionale (Front National)                                             | FN              | 2               |
| Presidente del Consiglio dipartimentale                                       |                 |                 |
| Éric Straumann (UMP)                                                          |                 |                 |

Rodano
| Partito                                                                       | Sigla \| Eletti | Sigla \| Eletti |
| ----------------------------------------------------------------------------- | --------------- | --------------- |
| Maggioranza (24 seggi)                                                        |                 |                 |
| Unione della Destra e del Centro (Union de la droite et du centre) (24 seggi) |                 |                 |
| Unione per un Movimento Popolare (Union pour un Mouvement Populaire)          | UMP             | 15              |
| Unione dei Democratici e Indipendenti (Union des Démocrates Indépendants)     | UDI             | 7               |
| Altri di Destra (Divers droite)                                               | DVD             | 2               |
| Opposizione (2 seggi)                                                         |                 |                 |
| Unione della Sinistra (Union de la Gauche) (2 seggi)                          |                 |                 |
| Partito socialista (Parti socialiste)                                         | PS              | 1               |
| Partito Radicale di Sinistra (Parti radical de gauche)                        | PRG             | 1               |
| Presidente del Consiglio dipartimentale                                       |                 |                 |
| Christophe Guilloteau (UMP)                                                   |                 |                 |

Alta Saona
| Partito                                                              | Sigla \| Eletti | Sigla \| Eletti |
| -------------------------------------------------------------------- | --------------- | --------------- |
| Maggioranza (22 seggi)                                               |                 |                 |
| Maggioranza dipartimentale (Majorité départementale) (22 seggi)      |                 |                 |
| Partito socialista (Parti socialiste)                                | PS              | 12              |
| Altri di Sinistra (Divers gauche)                                    | DVG             | 9               |
| Partito Radicale di Sinistra (Parti radical de gauche)               | PRG             | 1               |
| Opposizione (12 seggi)                                               |                 |                 |
| Opposizione dipartimentale (Opposition départementale) (12 seggi)    |                 |                 |
| Unione per un Movimento Popolare (Union pour un Mouvement Populaire) | UMP             | 7               |
| Altri di Destra (Divers droite)                                      | DVD             | 5               |
| Presidente del Consiglio dipartimentale                              |                 |                 |
| Yves Krattinger (PS)                                                 |                 |                 |

Saona e Loira
| Partito                                                                                         | Sigla \| Eletti | Sigla \| Eletti |
| ----------------------------------------------------------------------------------------------- | --------------- | --------------- |
| Maggioranza (32 seggi)                                                                          |                 |                 |
| Unione per l'avvenire della Saona e Loira (Union pour l'Avenir de la Saône-et-Loire) (32 seggi) |                 |                 |
| Unione per un Movimento Popolare (Union pour un Mouvement Populaire)                            | UMP             | 18              |
| Altri di Destra (Divers droite)                                                                 | DVD             | 9               |
| Unione dei Democratici e Indipendenti (Union des Démocrates Indépendants)                       | UDI             | 5               |
| Opposizione (26 seggi)                                                                          |                 |                 |
| Unione della Sinistra (Union de la Gauche) (26 seggi)                                           |                 |                 |
| Partito socialista (Parti socialiste)                                                           | PS              | 13              |
| Altri di Sinistra (Divers gauche)                                                               | DVG             | 10              |
| Fronte di Sinistra (Front de Gauche)                                                            | FG              | 2               |
| Partito Radicale di Sinistra (Parti radical de gauche)                                          | PRG             | 1               |
| Presidente del Consiglio dipartimentale                                                         |                 |                 |
| André Accary (UMP)                                                                              |                 |                 |

Sarthe
| Partito                                                                       | Sigla \| Eletti | Sigla \| Eletti |
| ----------------------------------------------------------------------------- | --------------- | --------------- |
| Maggioranza (26 seggi)                                                        |                 |                 |
| Unione della Destra e del Centro (Union de la droite et du centre) (26 seggi) |                 |                 |
| Unione per un Movimento Popolare (Union pour un Mouvement Populaire)          | UMP             | 14              |
| Altri di Destra (Divers droite)                                               | DVD             | 11              |
| Unione dei Democratici e Indipendenti (Union des Démocrates Indépendants)     | UDI             | 1               |
| Opposizione (16 seggi)                                                        |                 |                 |
| Unione della Sinistra (Union de la Gauche) (16 seggi)                         |                 |                 |
| Partito socialista (Parti socialiste)                                         | PS              | 13              |
| Altri di Sinistra (Divers gauche)                                             | DVG             | 2               |
| Partito Comunista (Parti communiste français)                                 | PCF             | 1               |
| Presidente del Consiglio dipartimentale                                       |                 |                 |
| Dominique Le Mèner (UMP)                                                      |                 |                 |

Savoia
| Partito                                                                       | Sigla \| Eletti | Sigla \| Eletti |
| ----------------------------------------------------------------------------- | --------------- | --------------- |
| Maggioranza (30 seggi)                                                        |                 |                 |
| Unione della Destra e del Centro (Union de la droite et du centre) (30 seggi) |                 |                 |
| Altri di Destra (Divers droite)                                               | DVD             | 14              |
| Unione per un Movimento Popolare (Union pour un Mouvement Populaire)          | UMP             | 10              |
| Unione dei Democratici e Indipendenti (Union des Démocrates Indépendants)     | UDI             | 4               |
| Movimento Democratico (Mouvement démocrate)                                   | MoDem           | 2               |
| Opposizione (8 seggi)                                                         |                 |                 |
| Unione della Sinistra (Union de la Gauche) (8 seggi)                          |                 |                 |
| Partito socialista (Parti socialiste)                                         | PS              | 5               |
| Altri di Sinistra (Divers gauche)                                             | DVG             | 3               |
| Presidente del Consiglio dipartimentale                                       |                 |                 |
| Hervé Gaymard (UMP)                                                           |                 |                 |

Alta Savoia
| Partito                                                                       | Sigla \| Eletti | Sigla \| Eletti |
| ----------------------------------------------------------------------------- | --------------- | --------------- |
| Maggioranza (34 seggi)                                                        |                 |                 |
| Unione della Destra e del Centro (Union de la droite et du centre) (34 seggi) |                 |                 |
| Altri di Destra (Divers droite)                                               | DVD             | 15              |
| Unione per un Movimento Popolare (Union pour un Mouvement Populaire)          | UMP             | 14              |
| Unione dei Democratici e Indipendenti (Union des Démocrates Indépendants)     | UDI             | 5               |
| Presidente del Consiglio dipartimentale                                       |                 |                 |
| Christian Monteil (DVD)                                                       |                 |                 |

Senna Marittima
| Partito                                                                       | Sigla \| Eletti | Sigla \| Eletti |
| ----------------------------------------------------------------------------- | --------------- | --------------- |
| Maggioranza (36 seggi)                                                        |                 |                 |
| Unione della Destra e del Centro (Union de la droite et du centre) (36 seggi) |                 |                 |
| Unione per un Movimento Popolare (Union pour un Mouvement Populaire)          | UMP             | 23              |
| Altri di Destra (Divers droite)                                               | DVD             | 7               |
| Unione dei Democratici e Indipendenti (Union des Démocrates Indépendants)     | UDI             | 6               |
| Opposizione (34 seggi)                                                        |                 |                 |
| Unione della Sinistra (Union de la Gauche) (34 seggi)                         |                 |                 |
| Partito socialista (Parti socialiste)                                         | PS              | 28              |
| Fronte di Sinistra (Front de Gauche)                                          | DVG             | 4               |
| Altri di Sinistra (Divers gauche)                                             | DVG             | 2               |
| Presidente del Consiglio dipartimentale                                       |                 |                 |
| Pascal Martin (UDI)                                                           |                 |                 |

Senna e Marna
| Partito                                                                       | Sigla \| Eletti | Sigla \| Eletti |
| ----------------------------------------------------------------------------- | --------------- | --------------- |
| Maggioranza (38 seggi)                                                        |                 |                 |
| Unione della Destra e del Centro (Union de la droite et du centre) (38 seggi) |                 |                 |
| Unione per un Movimento Popolare (Union pour un Mouvement Populaire)          | UMP             | 32              |
| Unione dei Democratici e Indipendenti (Union des Démocrates Indépendants)     | UDI             | 6               |
| Opposizione (8 seggi)                                                         |                 |                 |
| Unione della Sinistra (Union de la Gauche) (8 seggi)                          |                 |                 |
| Partito socialista (Parti socialiste)                                         | PS              | 6               |
| Partito Comunista (Parti communiste français)                                 | PCF             | 1               |
| Partito di Sinistra (Parti de gauche)                                         | PG              | 1               |
| Presidente del Consiglio dipartimentale                                       |                 |                 |
| Jean-Jacques Barbaux (UMP)                                                    |                 |                 |

Yvelines
| Partito                                                                                           | Sigla \| Eletti | Sigla \| Eletti |
| ------------------------------------------------------------------------------------------------- | --------------- | --------------- |
| Maggioranza (42 seggi)                                                                            |                 |                 |
| Unione della Destra e del Centro (Union de la droite et du centre) (42 seggi)                     |                 |                 |
| Unione per un Movimento Popolare (Union pour un Mouvement Populaire)                              | UMP             | 32              |
| Unione dei Democratici e Indipendenti (Union des Démocrates Indépendants)                         | UDI             | 5               |
| Altri di Destra (Divers droite)                                                                   | DVD             | 2               |
| Partito Cristiano Democratico (Parti chrétien-démocrate)                                          | PDC             | 2               |
| Centro Nazionale degli Indipendenti e dei Contadini (Centre national des indépendants et paysans) | CNIP            | 1               |
| Presidente del Consiglio dipartimentale                                                           |                 |                 |
| Pierre Bédier (UMP)                                                                               |                 |                 |

Deux-Sèvres
| Partito                                                                       | Sigla \| Eletti | Sigla \| Eletti |
| ----------------------------------------------------------------------------- | --------------- | --------------- |
| Maggioranza (24 seggi)                                                        |                 |                 |
| Unione della Destra e del Centro (Union de la droite et du centre) (24 seggi) |                 |                 |
| Unione per un Movimento Popolare (Union pour un Mouvement Populaire)          | UMP             | 22              |
| Altri di Destra (Divers droite)                                               | DVD             | 2               |
| Opposizione (10 seggi)                                                        |                 |                 |
| Unione della Sinistra (Union de la Gauche) (10 seggi)                         |                 |                 |
| Partito socialista (Parti socialiste)                                         | PS              | 10              |
| Presidente del Consiglio dipartimentale                                       |                 |                 |
| Gilbert Favreau (UMP)                                                         |                 |                 |

Somme
| Partito                                                                       | Sigla \| Eletti | Sigla \| Eletti |
| ----------------------------------------------------------------------------- | --------------- | --------------- |
| Maggioranza (26 seggi)                                                        |                 |                 |
| Unione della destra e del centro (Union de la droite et du centre) (26 seggi) |                 |                 |
| Unione per un Movimento Popolare (Union pour un Mouvement Populaire)          | UMP             | 10              |
| Unione dei Democratici e Indipendenti (Union des Démocrates Indépendants)     | UDI             | 10              |
| Altri di Destra (Divers droite)                                               | DVD             | 6               |
| Opposizione (20 seggi)                                                        |                 |                 |
| Unione della Sinistra (Union de la Gauche) (18 seggi)                         |                 |                 |
| Partito socialista (Parti socialiste)                                         | PS              | 9               |
| Partito Comunista (Parti communiste français)                                 | PCF             | 5               |
| Europa Ecologia I Verdi (Europe Écologie – Les Verts)                         | EELV            | 2               |
| Altri di Sinistra (Divers gauche)                                             | DVG             | 1               |
| Partito Radicale di Sinistra (Parti radical de gauche)                        | PRG             | 1               |
| Coalizione Blu Marina (Rassemblement bleu Marine) (2 seggi)                   |                 |                 |
| Fronte Nazionale (Front National)                                             | FN              | 2               |
| Presidente del Consiglio dipartimentale                                       |                 |                 |
| Laurent Somon (UMP)                                                           |                 |                 |

Tarn
| Partito                                                                   | Sigla \| Eletti | Sigla \| Eletti |
| ------------------------------------------------------------------------- | --------------- | --------------- |
| Maggioranza (26 seggi)                                                    |                 |                 |
| Maggioranza dipartimentale (Majorité départementale) (26 seggi)           |                 |                 |
| Partito socialista (Parti socialiste)                                     | PS              | 16              |
| Altri di Sinistra (Divers gauche)                                         | DVG             | 10              |
| Opposizione (20 seggi)                                                    |                 |                 |
| La passione del Tarn (La Passion du Tarn) (20 seggi)                      |                 |                 |
| Unione per un Movimento Popolare (Union pour un Mouvement Populaire)      | UMP             | 10              |
| Altri di Destra (Divers droite)                                           | DVD             | 8               |
| Unione dei Democratici e Indipendenti (Union des Démocrates Indépendants) | UDI             | 2               |
| Presidente del Consiglio dipartimentale                                   |                 |                 |
| Thierry Carcenac (PS)                                                     |                 |                 |

Tarn e Garonna
| Partito                                                                       | Sigla \| Eletti | Sigla \| Eletti |
| ----------------------------------------------------------------------------- | --------------- | --------------- |
| Maggioranza (16 seggi)                                                        |                 |                 |
| Unione della Sinistra (Union de la Gauche) (16 seggi)                         |                 |                 |
| Partito Radicale di Sinistra (Parti radical de gauche)                        | PRG             | 8               |
| Partito socialista (Parti socialiste)                                         | PS              | 4               |
| Altri di Sinistra (Divers gauche)                                             | DVG             | 4               |
| Opposizione (14 seggi)                                                        |                 |                 |
| Unione della destra e del centro (Union de la droite et du centre) (14 seggi) |                 |                 |
| Unione per un Movimento Popolare (Union pour un Mouvement Populaire)          | UMP             | 11              |
| Altri di Destra (Divers droite)                                               | DVD             | 2               |
| Unione dei Democratici e Indipendenti (Union des Démocrates Indépendants)     | UDI             | 1               |
| Presidente del Consiglio dipartimentale                                       |                 |                 |
| Christian Astruc (DVG)                                                        |                 |                 |

Varo
| Partito                                                                   | Sigla \| Eletti | Sigla \| Eletti |
| ------------------------------------------------------------------------- | --------------- | --------------- |
| Maggioranza (40 seggi)                                                    |                 |                 |
| Maggioranza dipartimentale (Majorité départementale) (40 seggi)           |                 |                 |
| Unione per un Movimento Popolare (Union pour un Mouvement Populaire)      | UMP             | 26              |
| Altri di Destra (Divers droite)                                           | DVD             | 9               |
| Unione dei Democratici e Indipendenti (Union des Démocrates Indépendants) | UDI             | 5               |
| Opposizione (6 seggi)                                                     |                 |                 |
| Coalizione Blu Marina (Rassemblement bleu Marine) (6 seggi)               |                 |                 |
| Fronte Nazionale (Front National)                                         | FN              | 6               |
| Presidente del Consiglio dipartimentale                                   |                 |                 |
| Marc Giraud (UMP)                                                         |                 |                 |

Vaucluse
| Partito                                                                       | Sigla \| Eletti | Sigla \| Eletti |
| ----------------------------------------------------------------------------- | --------------- | --------------- |
| Maggioranza (12 seggi)                                                        |                 |                 |
| Unione della destra e del centro (Union de la droite et du centre) (12 seggi) |                 |                 |
| Unione per un Movimento Popolare (Union pour un Mouvement Populaire)          | UMP             | 10              |
| Altri di Destra (Divers droite)                                               | DVD             | 2               |
| Opposizione (22 seggi)                                                        |                 |                 |
| Unione della Sinistra (Union de la Gauche) (12 seggi)                         |                 |                 |
| Partito socialista (Parti socialiste)                                         | PS              | 7               |
| Europa Ecologia I Verdi (Europe Écologie – Les Verts)                         | EELV            | 3               |
| Fronte di Sinistra (Front de Gauche)                                          | FG              | 2               |
| Coalizione Blu Marina (Rassemblement bleu Marine) (10 seggi)                  |                 |                 |
| Fronte Nazionale (Front National)                                             | FN              | 6               |
| Lega del Sud (Ligue du Sud)                                                   | LS              | 4               |
| Presidente del Consiglio dipartimentale                                       |                 |                 |
| Maurice Chabert (UMP)                                                         |                 |                 |

Vandea
| Partito                                                                   | Sigla \| Eletti | Sigla \| Eletti |
| ------------------------------------------------------------------------- | --------------- | --------------- |
| Maggioranza (32 seggi)                                                    |                 |                 |
| Maggioranza dipartimentale (Majorité départementale) (32 seggi)           |                 |                 |
| Altri di Destra (Divers droite)                                           | DVD             | 17              |
| Unione per un Movimento Popolare (Union pour un Mouvement Populaire)      | UMP             | 6               |
| Indipendenti (Sans étiquette)                                             | SE              | 5               |
| Unione dei Democratici e Indipendenti (Union des Démocrates Indépendants) | UDI             | 3               |
| Caccia, Pesca, Natura e Tradizioni (Chasse, pêche, nature et traditions)  | CPNT            | 1               |
| Opposizione (2 seggi)                                                     |                 |                 |
| Partito Socialista (Parti Socialiste) (2 seggi)                           |                 |                 |
| Partito socialista (Parti socialiste)                                     | PS              | 2               |
| Presidente del Consiglio dipartimentale                                   |                 |                 |
| Yves Auvinet (DVD)                                                        |                 |                 |

Vienne
| Partito                                                                       | Sigla \| Eletti | Sigla \| Eletti |
| ----------------------------------------------------------------------------- | --------------- | --------------- |
| Maggioranza (30 seggi)                                                        |                 |                 |
| Unione della destra e del centro (Union de la droite et du centre) (30 seggi) |                 |                 |
| Unione per un Movimento Popolare (Union pour un Mouvement Populaire)          | UMP             | 24              |
| Unione dei Democratici e Indipendenti (Union des Démocrates Indépendants)     | UDI             | 3               |
| Altri di Destra (Divers droite)                                               | DVD             | 2               |
| Caccia, Pesca, Natura e Tradizioni (Chasse, pêche, nature et traditions)      | CPNT            | 1               |
| Opposizione (8 seggi)                                                         |                 |                 |
| Partito Socialista (Parti Socialiste) (8 seggi)                               |                 |                 |
| Partito socialista (Parti socialiste)                                         | PS              | 8               |
| Presidente del Consiglio dipartimentale                                       |                 |                 |
| Bruno Belin (UMP)                                                             |                 |                 |

Alta Vienne
| Partito                                                                       | Sigla \| Eletti | Sigla \| Eletti |
| ----------------------------------------------------------------------------- | --------------- | --------------- |
| Maggioranza (30 seggi)                                                        |                 |                 |
| Unione della Sinistra (Union de la Gauche) (30 seggi)                         |                 |                 |
| Partito socialista (Parti socialiste)                                         | PS              | 23              |
| Alternativa democrazia socialismo (Alternative démocratie socialisme)         | ADS             | 4               |
| Altri di Sinistra (Divers gauche)                                             | DVG             | 3               |
| Opposizione (12 seggi)                                                        |                 |                 |
| Unione della destra e del centro (Union de la droite et du centre) (12 seggi) |                 |                 |
| Unione per un Movimento Popolare (Union pour un Mouvement Populaire)          | UMP             | 6               |
| Altri di Destra (Divers droite)                                               | DVD             | 3               |
| Unione dei Democratici e Indipendenti (Union des Démocrates Indépendants)     | UDI             | 2               |
| Movimento Democratico (Mouvement démocrate)                                   | MoDem           | 1               |
| Presidente del Consiglio dipartimentale                                       |                 |                 |
| Jean-Claude Leblois (PS)                                                      |                 |                 |

Vosgi
| Partito                                                                       | Sigla \| Eletti | Sigla \| Eletti |
| ----------------------------------------------------------------------------- | --------------- | --------------- |
| Maggioranza (30 seggi)                                                        |                 |                 |
| Unione della Destra e del Centro (Union de la droite et du centre) (30 seggi) |                 |                 |
| Altri di Destra (Divers droite)                                               | DVD             | 21              |
| Unione per un Movimento Popolare (Union pour un Mouvement Populaire)          | UMP             | 8               |
| Unione dei Democratici e Indipendenti (Union des Démocrates Indépendants)     | UDI             | 1               |
| Opposizione (4 seggi)                                                         |                 |                 |
| Unione della Sinistra (Union de la Gauche) (4 seggi)                          |                 |                 |
| Partito socialista (Parti socialiste)                                         | PS              | 2               |
| Altri di Sinistra (Divers gauche)                                             | DVG             | 2               |
| Presidente del Consiglio dipartimentale                                       |                 |                 |
| François Vannson (UMP)                                                        |                 |                 |

Yonne
| Partito                                                                                               | Sigla \| Eletti | Sigla \| Eletti |
| --- | --------------- | --------------- |
| Maggioranza (36 seggi)                                                                                |                 |                 |
| Unione della destra e del centro (Union de la droite et du centre) (36 seggi)                         |                 |                 |
| Unione per un Movimento Popolare (Union pour un Mouvement Populaire)                                  | UMP             | 19              |
| Unione dei Democratici e Indipendenti (Union des Démocrates Indépendants)                             | UDI             | 12              |
| Altri di Destra (Divers droite)                                                                       | DVD             | 5               |
| Opposizione (6 seggi)                                                                                 |                 |                 |
| Ambizione Cittadina e Solidaria per la Yonne (Ambition Citoyenne et Solidaire pour l'Yonne) (4 seggi) |                 |                 |
| Partito socialista (Parti socialiste)                                                                 | PS              | 2               |
| Altri di Sinistra (Divers gauche)                                                                     | DVG             | 2               |
| Coalizione Blu Marina (Rassemblement bleu Marine) (2 seggi)                                           |                 |                 |
| Fronte Nazionale (Front National)                                                                     | FN              | 2               |
| Presidente del Consiglio dipartimentale                                                               |                 |                 |
| André Villiers (UDI)                                                                                  |                 |                 |

Territorio di Belfort
| Partito                                                                   | Sigla \| Eletti | Sigla \| Eletti |
| ------------------------------------------------------------------------- | --------------- | --------------- |
| Maggioranza (12 seggi)                                                    |                 |                 |
| Opposizione dipartimentale (Opposition départementale) (12 seggi)         |                 |                 |
| Unione per un Movimento Popolare (Union pour un Mouvement Populaire)      | UMP             | 7               |
| Movimento Democratico (Mouvement démocrate)                               | MoDem           | 3               |
| Unione dei Democratici e Indipendenti (Union des Démocrates Indépendants) | UDI             | 2               |
| Opposizione (6 seggi)                                                     |                 |                 |
| Maggioranza dipartimentale (Majorité départementale) (6 seggi)            |                 |                 |
| Altri di Sinistra (Divers gauche)                                         | DVG             | 3               |
| Partito socialista (Parti socialiste)                                     | PS              | 2               |
| Movimento Repubblicano e Cittadino (Mouvement Républicain et Citoyen)     | MRC             | 1               |
| Presidente del Consiglio dipartimentale                                   |                 |                 |
| Florian Bouquet (UMP)                                                     |                 |                 |

Essonne
| Partito                                                                       | Sigla \| Eletti | Sigla \| Eletti |
| ----------------------------------------------------------------------------- | --------------- | --------------- |
| Maggioranza (30 seggi)                                                        |                 |                 |
| Unione della Destra e del Centro (Union de la droite et du centre) (12 seggi) |                 |                 |
| Unione per un Movimento Popolare (Union pour un Mouvement Populaire)          | UMP             | 20              |
| Altri di Destra (Divers droite)                                               | DVD             | 4               |
| Unione dei Democratici e Indipendenti (Union des Démocrates Indépendants)     | UDI             | 2               |
| Alzati Francia (Debout la France)                                             | DLF             | 2               |
| Movimento Democratico (Mouvement démocrate)                                   | MoDem           | 1               |
| Movimento Repubblicano e Cittadino (Mouvement Républicain et Citoyen)         | MRC             | 1               |
| Opposizione (12 seggi)                                                        |                 |                 |
| Unione della Sinistra (Union de la Gauche) (12 seggi)                         |                 |                 |
| Partito socialista (Parti socialiste)                                         | PS              | 9               |
| Europa Ecologia I Verdi (Europe Écologie – Les Verts)                         | EELV            | 2               |
| Partito Comunista (Parti communiste français)                                 | PCF             | 1               |
| Presidente del Consiglio dipartimentale                                       |                 |                 |
| François Durovray (UMP)                                                       |                 |                 |

Hauts-de-Seine
| Partito                                                                       | Sigla \| Eletti | Sigla \| Eletti |
| ----------------------------------------------------------------------------- | --------------- | --------------- |
| Maggioranza (38 seggi)                                                        |                 |                 |
| Unione della Destra e del Centro (Union de la droite et du centre) (38 seggi) |                 |                 |
| Unione per un Movimento Popolare (Union pour un Mouvement Populaire)          | UMP             | 24              |
| Unione dei Democratici e Indipendenti (Union des Démocrates Indépendants)     | UDI             | 10              |
| Altri di Destra (Divers droite)                                               | DVD             | 3               |
| Movimento Democratico (Mouvement démocrate)                                   | MoDem           | 1               |
| Opposizione (8 seggi)                                                         |                 |                 |
| Unione della Sinistra (Union de la Gauche) (8 seggi)                          |                 |                 |
| Fronte di Sinistra (Front de Gauche)                                          | FG              | 6               |
| Partito socialista (Parti socialiste)                                         | PS              | 2               |
| Presidente del Consiglio dipartimentale                                       |                 |                 |
| Patrick Devedjian (UMP)                                                       |                 |                 |

Senna-Saint-Denis
| Partito                                                                       | Sigla \| Eletti | Sigla \| Eletti |
| ----------------------------------------------------------------------------- | --------------- | --------------- |
| Maggioranza (24 seggi)                                                        |                 |                 |
| Unione della Sinistra (Union de la Gauche) (24 seggi)                         |                 |                 |
| Partito socialista (Parti socialiste)                                         | PS              | 10              |
| Partito Comunista (Parti communiste français)                                 | PCF             | 7               |
| Europa Ecologia I Verdi (Europe Écologie – Les Verts)                         | EELV            | 2               |
| Insieme (Ensemble)                                                            | Ensemble        | 2               |
| Altri di Sinistra (Divers gauche)                                             | DVG             | 1               |
| Fronte di Sinistra (Front de Gauche)                                          | FG              | 1               |
| Partito Radicale di Sinistra (Parti radical de gauche)                        | PRG             | 1               |
| Opposizione (18 seggi)                                                        |                 |                 |
| Unione della destra e del centro (Union de la droite et du centre) (18 seggi) |                 |                 |
| Unione per un Movimento Popolare (Union pour un Mouvement Populaire)          | UMP             | 12              |
| Unione dei Democratici e Indipendenti (Union des Démocrates Indépendants)     | UDI             | 3               |
| Altri di Destra (Divers droite)                                               | DVD             | 2               |
| Movimento Democratico (Mouvement démocrate)                                   | MoDem           | 1               |
| Presidente del Consiglio dipartimentale                                       |                 |                 |
| Stéphane Troussel (PS)                                                        |                 |                 |

Valle della Marna
| Partito                                                                       | Sigla \| Eletti | Sigla \| Eletti |
| ----------------------------------------------------------------------------- | --------------- | --------------- |
| Maggioranza (28 seggi)                                                        |                 |                 |
| Unione della Sinistra (Union de la Gauche) (28 seggi)                         |                 |                 |
| Fronte di Sinistra (Front de Gauche)                                          | FG              | 18              |
| Partito socialista (Parti socialiste)                                         | PS              | 7               |
| Europa Ecologia I Verdi (Europe Écologie – Les Verts)                         | EELV            | 1               |
| Movimento Repubblicano e Cittadino (Mouvement Républicain et Citoyen)         | MRC             | 1               |
| Altri di Sinistra (Divers gauche)                                             | DVG             | 1               |
| Partito Radicale di Sinistra (Parti radical de gauche)                        | PRG             | 1               |
| Opposizione (22 seggi)                                                        |                 |                 |
| Unione della destra e del centro (Union de la droite et du centre) (22 seggi) |                 |                 |
| Unione per un Movimento Popolare (Union pour un Mouvement Populaire)          | UMP             | 19              |
| Unione dei Democratici e Indipendenti (Union des Démocrates Indépendants)     | UDI             | 2               |
| Movimento Democratico (Mouvement démocrate)                                   | MoDem           | 1               |
| Presidente del Consiglio dipartimentale                                       |                 |                 |
| Christian Favier (PCF)                                                        |                 |                 |

Val-d'Oise
| Partito                                                                       | Sigla \| Eletti | Sigla \| Eletti |
| ----------------------------------------------------------------------------- | --------------- | --------------- |
| Maggioranza (32 seggi)                                                        |                 |                 |
| Unione della Destra e del Centro (Union de la droite et du centre) (32 seggi) |                 |                 |
| Unione per un Movimento Popolare (Union pour un Mouvement Populaire)          | UMP             | 26              |
| Unione dei Democratici e Indipendenti (Union des Démocrates Indépendants)     | UDI             | 3               |
| Altri di Destra (Divers droite)                                               | DVD             | 3               |
| Opposizione (10 seggi)                                                        |                 |                 |
| Unione della Sinistra (Union de la Gauche) (10 seggi)                         |                 |                 |
| Partito socialista (Parti socialiste)                                         | PS              | 10              |
| Presidente del Consiglio dipartimentale                                       |                 |                 |
| Arnaud Bazin (DVD)                                                            |                 |                 |

Guadalupa
| Partito                                                                        | Sigla \| Eletti | Sigla \| Eletti |
| ------------------------------------------------------------------------------ | --------------- | --------------- |
| Maggioranza (38 seggi)                                                         |                 |                 |
| Unione della Sinistra (Union de la Gauche) (38 seggi)                          |                 |                 |
| Partito socialista (Parti socialiste)                                          | PS              | 22              |
| Guadalupa unita, socialismo e realtà (Guadeloupe unie, socialisme et réalités) | GUSR            | 14              |
| Altri di Sinistra (Divers gauche)                                              | DVG             | 2               |
| Opposizione (4 seggi)                                                          |                 |                 |
| Unione della destra e del centro (Union de la droite et du centre) (4 seggi)   |                 |                 |
| Unione per un Movimento Popolare (Union pour un Mouvement Populaire)           | UMP             | 2               |
| Altri di Destra (Divers droite)                                                | DVD             | 2               |
| Presidente del Consiglio dipartimentale                                        |                 |                 |
| Josette Borel-Lincertin (PS)                                                   |                 |                 |

La Réunion
| Partito                                                                       | Sigla \| Eletti | Sigla \| Eletti |
| ----------------------------------------------------------------------------- | --------------- | --------------- |
| Maggioranza (36 seggi)                                                        |                 |                 |
| Unione della destra e del centro (Union de la droite et du centre) (36 seggi) |                 |                 |
| Unione per un Movimento Popolare (Union pour un Mouvement Populaire)          | UMP             | 16              |
| Altri di Destra (Divers droite)                                               | DVD             | 12              |
| Unione dei Democratici e Indipendenti (Union des Démocrates Indépendants)     | UDI             | 6               |
| Movimento Democratico (Mouvement démocrate)                                   | MoDem           | 2               |
| Opposizione (14 seggi)                                                        |                 |                 |
| Unione della Sinistra (Union de la Gauche) (12 seggi)                         |                 |                 |
| Partito socialista (Parti socialiste)                                         | PS              | 6               |
| Partito Comunista (Parti communiste français)                                 | PCF             | 4               |
| Altri di Sinistra (Divers gauche)                                             | DVG             | 2               |
| Indipendenti (Sans étiquette) (2 seggi)                                       |                 |                 |
| Indipendenti (Sans étiquette)                                                 | SE              | 2               |
| Presidente del Consiglio dipartimentale                                       |                 |                 |
| Nassimah Dindar (UDI)                                                         |                 |                 |

Mayotte
| Partito                                                                       | Sigla \| Eletti | Sigla \| Eletti |
| ----------------------------------------------------------------------------- | --------------- | --------------- |
| Maggioranza (22 seggi)                                                        |                 |                 |
| Unione della Destra e del Centro (Union de la droite et du centre) (22 seggi) |                 |                 |
| Unione per un Movimento Popolare (Union pour un Mouvement Populaire)          | UMP             | 10              |
| Altri di Destra (Divers droite)                                               | DVD             | 8               |
| Unione dei Democratici e Indipendenti (Union des Démocrates Indépendants)     | UDI             | 4               |
| Opposizione (4 seggi)                                                         |                 |                 |
| Unione della Sinistra (Union de la Gauche) (4 seggi)                          |                 |                 |
| Altri di Sinistra (Divers Gauche)                                             | DVG             | 4               |
| Presidente del Consiglio dipartimentalee                                      |                 |                 |
| Soibahadine Ibrahim Ramadani (UMP)                                            |                 |                 |